# Síria
Síria (em árabe: سورية; romaniz.: Sūriyyaħ; ou سوريا; transl.: Sūriyā), oficialmente República Árabe Síria (em árabe: ٱلْجُمْهُورِيَّةُ ٱلْعَرَبِيَّةُ ٱلْسُوْرِيَّة; romaniz.: al-Jumhūriyya al-ʿArabiyya as-Sūriyya) é um país localizado na Ásia Ocidental. O território sírio de jure faz fronteira com o Líbano e o Mar Mediterrâneo a oeste; a Turquia ao norte; o Iraque a leste; a Jordânia ao sul e Israel ao sudoeste. Um país de planícies férteis, altas montanhas e desertos, é o lar de diversos grupos étnicos e religiosos, inclusive árabes, gregos, armênios, assírios, curdos, circassianos, mandeus e turcos. Os grupos religiosos incluem sunitas, cristãos, alauitas, drusos, mandeus e iazidis. Os árabes sunitas formam o maior grupo populacional do país.
Antigamente, o nome de "Síria" era sinônimo de Levante (conhecido em árabe como Xame ou Axame), enquanto o Estado moderno abrange os locais de vários reinos e impérios antigos, como a civilização eblana, do terceiro milênio a.C. Sua capital, Damasco, está entre as mais antigas cidades continuamente habitadas do mundo. Na era islâmica, a cidade se tornou a sede do Califado Omíada e uma capital provincial do Sultanato Mameluco do Egito. A Síria moderna foi estabelecida após a Primeira Guerra Mundial durante o Mandato Francês e era o maior Estado árabe a surgir na região do Levante, que antigamente era dominada pelo Império Otomano. O país conquistou a independência como uma república parlamentar em 24 de outubro de 1945, quando a Síria tornou-se membro fundador da Organização das Nações Unidas, um ato que legalmente pôs fim ao antigo domínio francês — embora as tropas francesas não tenham deixado o país até abril de 1946.
O período pós-independência foi tumultuado e vários golpes militares e tentativas de golpe abalaram a nação árabe no período entre 1949 e 1971. Entre 1958 e 1961, a Síria entrou em uma breve união com o Egito, que foi encerrada depois do golpe de Estado de 1961. A República Árabe Síria surgiu no final de 1961 depois do referendo de 1 de dezembro, mas se tornou cada vez mais instável até o golpe de Estado de 1963, após o qual o Partido Baath assumiu o poder. A Síria esteve sob uma lei de emergência entre 1963 e 2011, o que efetivamente suspendeu a maioria das proteções constitucionais de seus cidadãos, além de seu sistema de governo ser amplamente considerado como autoritário. Por cinquenta e três anos, a Síria foi governada pela Família Assad. Primeiro por Hafez al-Assad, no poder de 1971 a 2000, e depois por seu filho Bashar, que governou o país por vinte e quatro anos. O regime Assad caiu em dezembro de 2024, após quase uma década e meia de uma violenta guerra civil que matou mais de 500 mil pessoas. Atualmente, a Síria segue arruinada e politicamente fragmentada, com sua infraestrutura interna devastada, cidades em ruínas e milhões de refugiados.
Um país de planícies férteis, altas montanhas e desertos, a Síria é lar de diversos grupos étnicos e religiosos. Os árabes são o maior grupo étnico e os muçulmanos sunitas são o maior grupo religioso. Até a captura de Damasco por forças rebeldes, era o único país governado por neo-baasistas. O governo baasista era uma ditadura totalitária com um culto de personalidade abrangente em torno da família Assad, atraindo ampla condenação por sua severa repressão interna e crimes de guerra. Antes da queda de Assad, a Síria era classificada como o quarto pior país no Índice de Estados Frágeis de 2024 e era um dos lugares mais perigosos do mundo para jornalistas. A liberdade de imprensa era extremamente limitada e o país ocupava a segunda pior posição no Índice Mundial de Liberdade de Imprensa de 2024. Era o país mais corrupto da região MENA e estava classificado como o segundo pior globalmente no Índice de Percepção de Corrupção de 2023. A Síria também havia se tornado o epicentro de uma indústria de Captagon patrocinada por Assad, exportando anualmente bilhões de dólares em drogas ilícitas, tornando-se um dos maiores cartéis de drogas do mundo.

## Etimologia
O nome Síria é derivado do termo luvita Sura/i do século VIII a.C. e dos nomes derivados do grego antigo (Σύριοι, Sýrioi, Σύροι ou Sýroi), ambos originalmente derivados de Aššūrāyu (Assíria), no norte da Mesopotâmia. No entanto, desde o Império Selêucida (323–150 a.C.), este termo também tem sido aplicado ao Levante como um todo e, a partir deste ponto, os gregos passaram a aplicar o termo, sem distinção, para se referir aos assírios e sírios da Mesopotâmia e do Levante. As principais opiniões acadêmicas defendem que a palavra grega relacionada ao cognato Ἀσσυρία, em última análise, deriva do acadiano Aššur. No passado, acreditava-se que o nome do país era derivado de Siryon, o nome que os sidônios davam ao Monte Hermon.
A área designada pela palavra mudou ao longo do tempo. Classicamente, a Síria se encontra na extremidade oriental do Mediterrâneo, entre a Arábia, ao sul, e a Ásia Menor, ao norte, e se estende para o interior até incluir partes do Iraque, além de ter uma fronteira incerta a nordeste, que Plínio, o Velho descreveu como incluindo, de oeste a leste, Comagena, Sofena e Adiabena.
Na época de Plínio, no entanto, esta Síria maior tinha sido dividida em uma série de províncias sob o domínio do Império Romano (mas politicamente independentes entre si): a Judeia, mais tarde renomeada como Palestina em 135 (a região correspondente ao atual Israel, a territórios palestinos e à Jordânia), no extremo sudoeste; Fenícia (estabelecida em 194) correspondente às regiões modernas do Líbano, Damasco e Homs; Celessíria, ao sul do rio Eleutéris, e o Iraque.

## História

### Pré-história e primeiras civilizações
Habitado há dezenas de milhares de anos, o território sírio está localizado no Crescente Fértil, onde, por volta de 12 mil anos atrás, a agricultura e a pecuária foram descobertas. Mil anos depois, o cultivo de cereais já era generalizado nessa região.
Por volta de 3 500 a.C., surgiu o Reino de Ebla, sediado na cidade de mesmo nome, o primeiro da atual Síria. As tábuas de argila encontradas em sítios arqueológicos em Ebla mostram a intensa vida desse reino. A língua falada por esses povos era o eblaíta, da família semita do noroeste.

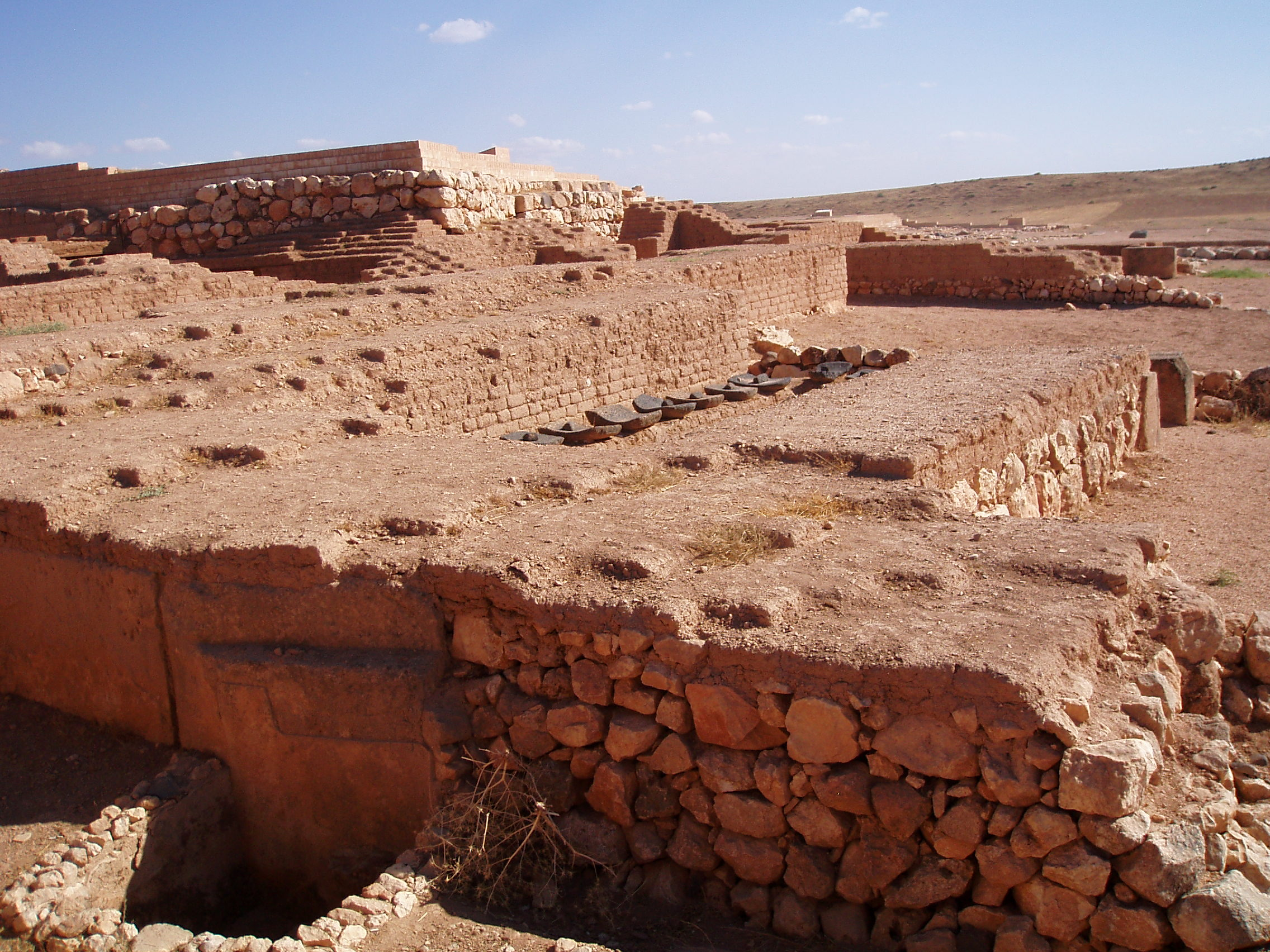
Ruínas de Ebla

Por volta de 2 300 a.C., o Império Acádio, de Sargão, conquistou o reino de Ebla, destruindo a sua capital por volta de 2 275 a.C. No entanto, os acádios caíram pouco tempo depois, sendo substituídos pela dinastia dos gútios e depois pelo Império de Ur.
Entre 2 000 e 1 800 a.C., os amoritas, um povo semita oriundos do atual território sírio, criaram seus estados no que hoje é a Síria e o Iraque, um dos quais deu origem ao Império Babilônico. Por volta de 1 600 a.C., os hititas, uma civilização na Ásia Menor, invadiram o norte sírio e destruíram as cidades de Alalaque, Alepo e Ebla. Décadas depois, os hurritas se estabeleceram na Alta Mesopotâmia e fundaram o Reino de Mitani, que, no século XV a.C., se tornou a força dominante na Síria, sendo alvo de disputa de influência entre os egípcios e hititas. Por volta de 1 350 a.C., os hititas dominaram Mitani, ao mesmo tempo que os assírios criaram o seu primeiro reino.
No século XIV a.C., os arameus, oriundos do norte da Síria, criaram reinos pelo território sírio. Por volta do século XI a.C., foi criado, por esse povo, o Reino de Aram-Damasco, sediado em Damasco, cujas batalhas com o Reino de Israel, criado pelos israelitas na mesma época, formam muito do Antigo Testamento.
No século VIII a.C., o Império Assírio conquistou grande parte do Levante, mas falhou em conquistar os reinos arameus e neo-hititas do norte da Síria. No final daquele século, os cimérios, medos e citas, povos indo-europeus irânicos. Em 612 a.C., o Império Neobabilônico, criado pelos caldeus e liderado por Nabucodonosor II, conquistou Nínive, a capital assíria, por conseguinte dominando todo o império.
Em 539 a.C., Ciro, o Grande, líder do persa Império Aquemênida, conquistou a Babilônia e o território sírio passou a fazer parte dos seus domínios. Na organização territorial do imperador Dario I, a Síria, junto com a Palestina, a Fenícia e o Chipre, era parte da satrápia “Do outro lado do rio”, dentre cujos principais centros estavam Damasco e as cidades fenícias.

### Gregos, romanos e bizantinos
Em 333 a.C., as tropas de Alexandre, o Grande derrotaram os persas na Batalha de Isso. Com isso, todo o Oriente Próximo cai nas mãos do Império Macedônico. Após a morte de Alexandre, em 323 a.C., seus generais disputaram o domínio da Síria entre si até que, na Batalha de Ipso (301 a.C.), foi decidido que o norte da região em disputa pertenceria ao Império Selêucida e o sul, ao Reino Ptolemaico. Os ptolemaicos respeitaram a autonomia e a cultura dos povos dominados, enquanto que os selêucidas fundaram colônias militares e cidades, como Antioquia, Apameia e Selêucia Piéria. Por volta de 200 a.C., os selêucidas conquistaram o sul da Síria. Durante os quase três séculos de domínio helênico, houve uma forte influência cultural grega nos povos levantinos e muitos dos locais foram helenizados.

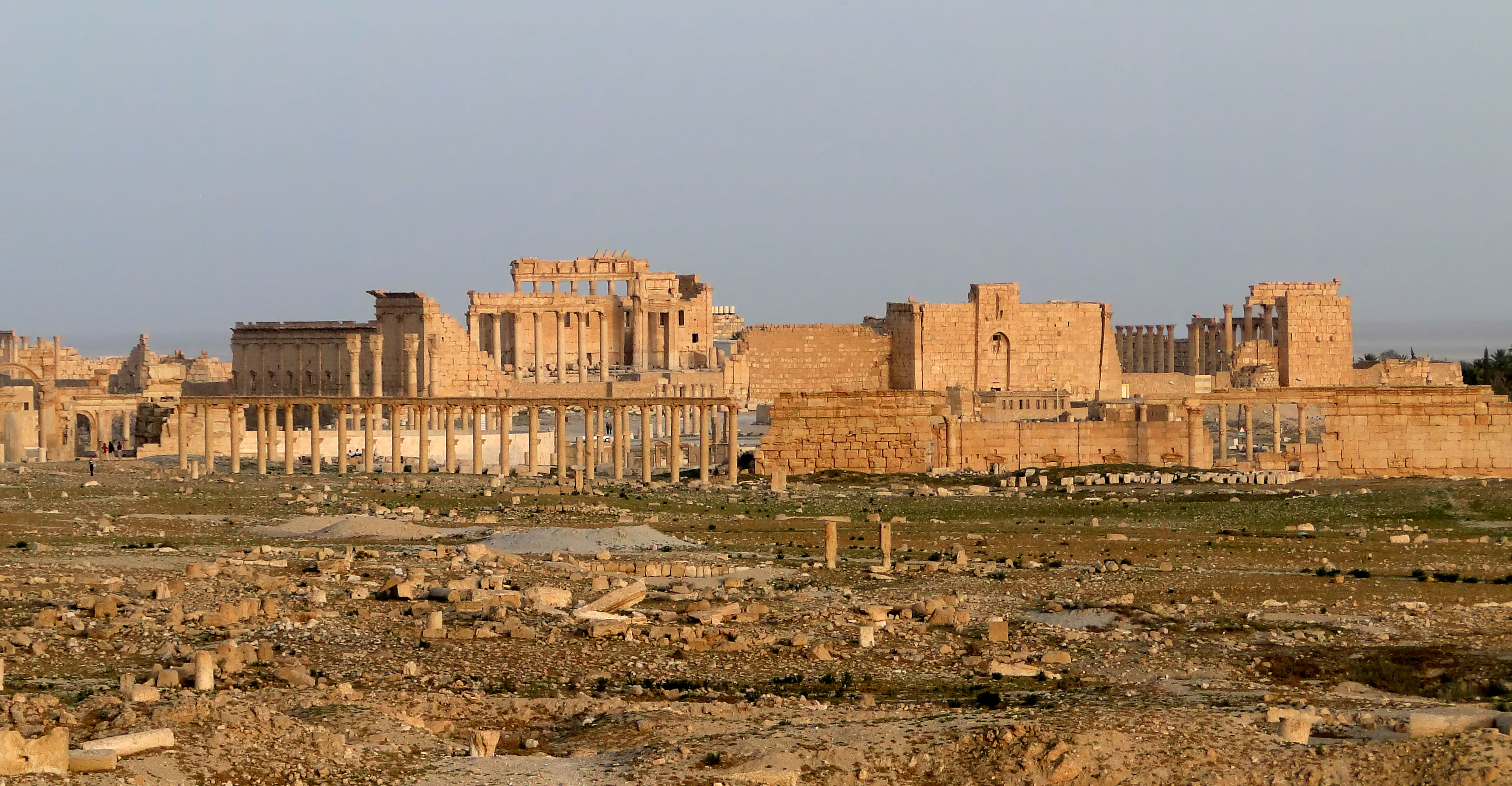
Cidade antiga de Palmira antes da Guerra Civil

No final do período helênico, as disputas pelo poder no Império Selêucida fizeram-no perder o controle de muitas regiões do Oriente Próximo. Ao norte, conseguiram manter seus domínios, mas, ao sul, houve o surgimento de três reinos: o da Itureia, da Judeia e Nabateu. Em 83 a.C., a Síria foi tomada pelo Reino da Armênia, que governou essa porção até os romanos, liderados por Pompeu, conquistarem a região entre 64 e 63 a.C., transformando-a em uma província romana, renomeada durante o reinado do imperador Adriano para Síria Palestina.
No início do Império Romano, a Síria era uma das províncias mais importantes. A prosperidade dessa região durante o domínio romano dependia dos cultivos de uvas, oliveiras e frutas, das indústrias de tintura, tecelagem e metalurgia e das rotas comerciais vindas do leste para o Mediterrâneo, passando por cidades como Palmira, Bosra e Damasco.
Com a divisão do Império Romano, a Síria passou a fazer parte da sua porção oriental, o Império Bizantino. A Síria se tornou uma importante base de operações bizantina durante as Guerras bizantino-sassânidas. Houve vezes em que essa região foi invadida pelos sassânidas, a mais duradoura das quais durou de 606 a 628.

### Civilização árabe

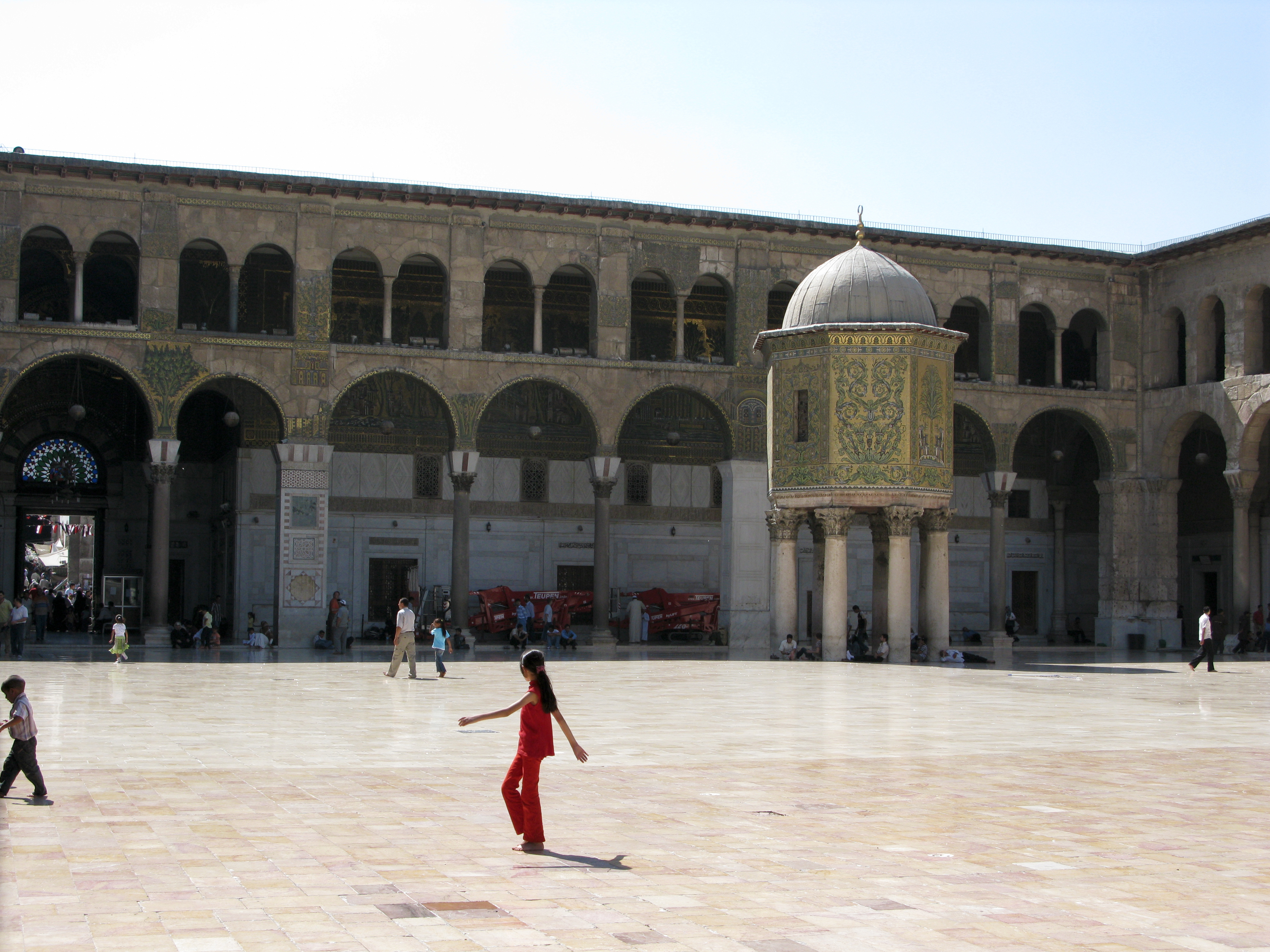
Interior da Mesquita Omíada, em Damasco, construída durante a conquista da cidade pelos árabes

A conquista árabe da Síria se iniciou entre 633 e 634, tendo como líder mais importante Khalid ibn al-Walid. Em 634, Damasco foi conquistada pelo Califado Ortodoxo. O imperador bizantino Heráclio tentou contra-atacar os árabes na Batalha de Jarmuque (636), mas não deu certo; em 640, a conquista já estava completa. Em 660, foi estabelecido o Califado Omíada, tendo como capital Damasco, que se torna um importante centro cultural e religioso islâmico, acumulando ainda mais riquezas.
Os califados toleraram os hábitos e a religião dos cristãos e judeus que viviam em seus domínios, mediante pagamento de imposto. Os sírios, em grande parte, foram arabizados e islamizados ao longo do tempo.
Em 750, os abássidas tomaram o poder do califado e transferiram sua capital para Bagdá. A Síria foi uma província resistente ao domínio dessa nova dinastia e ainda leal aos omíadas; a última revolta pró-omíada foi em 905. Ao mesmo tempo, os cristãos foram tratados com menos tolerância, acelerando a islamização.
Conforme o Califado Abássida se desintegrava, essa região saía da área de influência de Bagdá. Em 877, o território sírio foi anexado pelo Reino Tulúnida, o primeiro dos Estados baseados no Egito a governar essa região do Levante. O século IX na Síria foi marcado pelo surgimento do Reino Hamadânida, fundado por uma dinastia baseada em Alepo, e pelo domínio ao sul dos iquíxidas (941–69) e dos fatímidas, estes últimos dominando a a região por um século.
Na segunda metade do século XI, toda essa área passa a ser domínio dos turcos seljúcidas, cuja capital estava na Anatólia. No final daquela centúria, começaram as Cruzadas, cujo objetivo era a recuperação de Jerusalém, e seus integrantes criaram os Estados cruzados na região costeira do Levante. Grande parte dos cruzados foram expulsos entre 1175 e 1187 pelo líder curdo Saladino, fundador do Império Aiúbida. Em 1250, foi criado, no lugar deste último, o Sultanato Mameluco, cujo domínio em território sírio foi caracterizado por um surgimento de uma atividade intelectual e pela perseguição a minorias religiosas que viviam no Antilíbano, temerosos de que elas ajudassem os cruzados em uma nova empreitada.
Em 1260, o Império Mongol invadiu a Síria e saqueou suas cidades, mas os mongóis foram derrotados por tropas mamelucas na Batalha de Ain Jalut naquele mesmo ano. Em 1291, a cidade de Acre, o último reduto cruzado, foi reconquistada. Em 1401, o conquistador Tamerlão saqueou Damasco e Alepo.

### Síria otomana

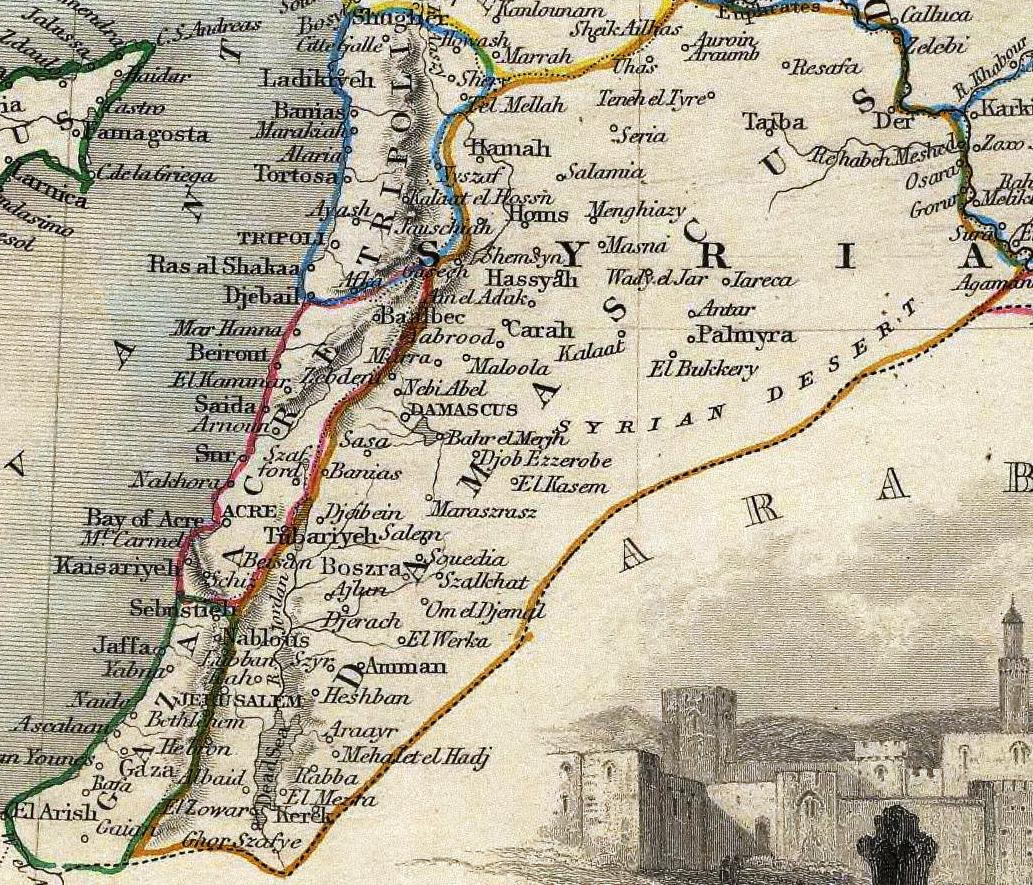
Mapa de 1851 da Síria otomana

Em 1516, as tropas otomanas derrotaram o exército mameluco na Batalha de Marj Dabiq e ainda no mesmo ano anexaram a Síria ao Império Otomano, sendo o Egito anexado no ano seguinte.
A administração otomana seguia um sistema que levou à coexistência pacífica. Cada minoria étnico-religiosa, como cristãos ortodoxos e maronitas e judeus, constituía um millet. Os chefes religiosos de cada comunidade administravam-nas e também realizavam algumas funções civis.
Damasco adquiriu grande destaque por ser um importante ponto de parada na peregrinação à Meca. A administração dividiu essa região nas províncias de Damasco e Alepo.
Os primeiros governantes otomanos deram ênfase à agricultura e incentivaram-na na Síria, sendo cultivados cereais para consumo interno e algodão e seda produzidos para exportação. Alepo e Damasco não eram apenas destacados centros artesãos, mas também pontos importantes em rotas comerciais que iam até o Golfo Pérsico, Pérsia e a Europa.
Os primeiros séculos de domínio desse império foram caracterizados por uma estabilidade. Na maior parte do século XVIII, a província de Damasco foi governada por uma família leal ao sultão, mas com mais autonomia local, controlando os janízaros, afastando a região de ataques dos beduínos e mantendo a segurança local. Os governantes otomanos na Síria e no Líbano nos setecentos criaram seus próprios exércitos, o que demandava a criação de novos impostos, piorando a situação dos camponeses. A agricultura floresceu em distritos montanhosos, que não eram atacados pelos beduínos.
No início do século XIX, a região da Síria tinha algumas ilhas de prosperidade, como Alepo, Damasco, Monte Líbano e alguns distritos isolados. No geral, o quadro local era de decadência, as pequenas cidades viviam do comércio local e os aldeões recuavam diante dos ataques dos beduínos. Não havia mais uma estabilidade nas províncias. Além disso, os wahabitas da Arábia central e os sultões do Egito ameaçavam invadir essa área.
Em 1831, o líder do Egito, um Estado vassalo dos otomanos, Muhammad Ali Pasha, mandou seu filho Ibrahim Pasha para invadir o Levante, conquistando-o e passando-o para mãos egípcias. As potências europeias (exceto a França) se opuseram ao domínio egípcio na Síria por considerarem uma ameaça ao Império Otomano, cuja fraqueza causaria problemas na Europa. Então, em 1839 estourou uma guerra entre egípcios e otomanos, os quais, apoiados pelo Reino Unido e Áustria, conseguiram recuperar o território sírio dois anos depois.
As décadas de 1840 a 1860 foram marcadas por crises. No Líbano, houve uma forte tensão entre drusos e maronitas, gerando uma guerra civil em 1860. Na Síria, a aplicação do novo sistema administrativo imperial não foi aceita pela população e a entrada de produtos estrangeiros substituiu alguns produtos locais, diminuindo a prosperidade da classe artesã, predominantemente muçulmana, e aumentando o prestígio de comerciantes, sobretudo cristãos e judeus.
Nas últimas décadas do século XIX, houve mudanças significativas na região da Síria. Houve a construção de ferrovias e telégrafos, fatores que, somados a um aumento na segurança, estimularam a agricultura local. Alepo e Damasco ainda tinham um comércio florescente, mas o artesanato estava em declínio e as rotas do deserto diminuíram com a abertura de ferrovias e do Canal de Suez.
A Revolução dos Jovens Turcos (1908), que levou ao poder um grupo militar turco, levou a um descontentamento dos árabes que viviam sob domínio otomano e intensificou o nacionalismo sírio.
Em 1914, o Império Otomano entrou na Primeira Guerra Mundial ao lado das Potências Centrais, junto com o Império Alemão e a Áustria-Hungria. Com isso, a Síria se tornou uma base militar otomana. Durante o conflito, ocorreu os genocídios Armênio e Assírio, dos quais a cidade síria de Deir ez-Zor era o destino final dessas marchas da morte.
Também durante a Guerra, por meio da correspondência Hussein-McMahon, o Reino Unido prometeu ao xerife de Meca, Hussein bin Ali, que apoiaria a criação de um grande e unificado Estado árabe que se estenderia desde Alepo até Áden (Iêmen), desde que os árabes que viviam em domínios otomanos se revoltassem contra esse império, o que ocorreu na Grande Revolta Árabe (1916–18). Ao mesmo tempo, em 1916 britânicos e franceses fizeram o Acordo Sykes-Picot, por meio do qual dividiriam o Oriente Próximo entre si. Inicialmente, a região de Mossul pertenceria à França, mas a descoberta de petróleo ali pouco antes do fim da Guerra levou a uma nova negociação para ceder esta zona para a área de influência britânica.
Em 1918, Faisal bin Hussein, filho de Hussein, conquistou a cidade de Damasco. Os árabes e britânicos ocuparam a região da Síria.

### Mandato Francês

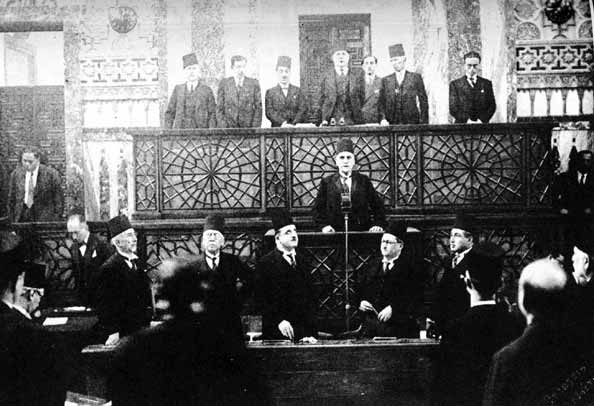
Posse do presidente Hashim Al-Atassi em 1936

Em março de 1920, foi proclamado o Reino Árabe da Síria e um Congresso Sírio escolheu Faisal bin Hussein como rei. No entanto, essa monarquia durou apenas alguns meses, pois, em julho de 1920, com a Batalha de Maysalun, tropas francesas derrotaram as forças de Faisal e, no lugar do reino, estabeleceram o Mandato Francês da Síria, proposto pela Conferência de San Remo, em abril daquele ano. Dentro do mandato, foram estabelecidos dois estados autônomos: o alauíta e druso.
A administração francesa fez muitas realizações, como a construção de rodovias, estímulo à agricultura, reforma agrária e o estabelecimento da Universidade de Damasco.
Entre 1925 e 1927, ocorreu na Síria uma revolta nacionalista, liderada por Sultan al-Atrash, contra o domínio francês. Os exércitos metropolitanos bombardearam Damasco.
Síria e França negociaram um tratado de independência em setembro de 1936 e Hashim al-Atassi foi eleito presidente. No entanto, o tratado nunca entrou em vigor porque o legislador francês se recusou a ratificá-lo. Com a queda da França em 1940, durante a Segunda Guerra Mundial, a Síria ficou sob o controle da França de Vichy, que era um Estado-fantoche da Alemanha nazista, até as tropas da França Livre e do Reino Unido ocuparem o país na Campanha da Síria, em julho de 1941.

### Independência e baathismo
Em 1943, o nacionalista Shukri al-Quwatli foi eleito o primeiro presidente sírio de fato e liderou o país em direção à independência, obtida em abril de 1946, quando as tropas francesas se retiraram do mandato, após contínua pressão dos nacionalistas sírios e dos britânicos. Nesse momento, a Síria já era membro-fundador das Nações Unidas e da Liga Árabe.
Em 1948, a Síria e uma coalizão de países árabes entraram em conflito contra o recém-criado Estado de Israel, a chamada Guerra árabe-israelense de 1948/49, havendo uma vitória israelense.

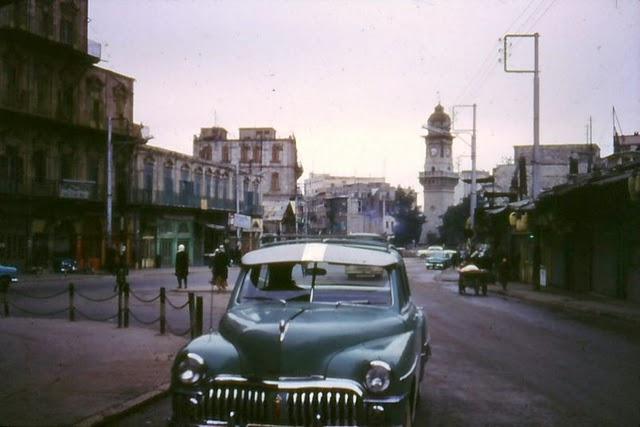
Alepo em 1961

Os primeiros vinte anos após a independência foram caracterizados pela instabilidade política e um grande número de golpes de Estado. Um deles, em 1949, levou os militares ao poder, derrubados em um novo golpe em 1954, que restaurou o regime constitucional.
Nos anos 1950, a Síria alinhou-se à União Soviética e crescia cada vez mais a influência do Partido Baath, de ideologia socialista, secular e nacionalista. Esse fato, aliado à ascensão do líder Pan-árabe Gamal Abdel Nasser, presidente egípcio, levou à incorporação da Síria ao Egito em 1958, formando a República Árabe Unida, dissolvida com um golpe de Estado sírio em setembro de 1961. Com isso, a Síria voltou a ser um país independente.
O governo que assumiu após o golpe de 1961 desfez as conquistas socialistas obtidas durante a união com o Egito, desagradando o Partido Baath, que deu um golpe de Estado em março de 1963, governando a Síria até os dias atuais.
Os baathistas, depois de tomarem o poder, começaram a implementar uma série de profundas reformas sociais e econômicas. Em fevereiro de 1966, o Coronel Salah Jadid deu um golpe de Estado e assumiu o poder. Em 1967, a Síria lutou, junto com o Egito e Jordânia, na Guerra dos Seis Dias contra Israel e novamente saiu derrotada, perdendo as Colinas de Golã.
Em 1969, o Baath foi divido em duas alas: uma majoritariamente civil, liderada por Jadid, e uma com maioria militar, liderada pelo General Hafez al-Assad. Em novembro de 1970, Al-Assad deu um golpe de Estado e assumiu a presidência, cargo no qual permaneceu até sua morte, em 2000, sendo reeleito diversas vezes, muitas delas sem oposição.

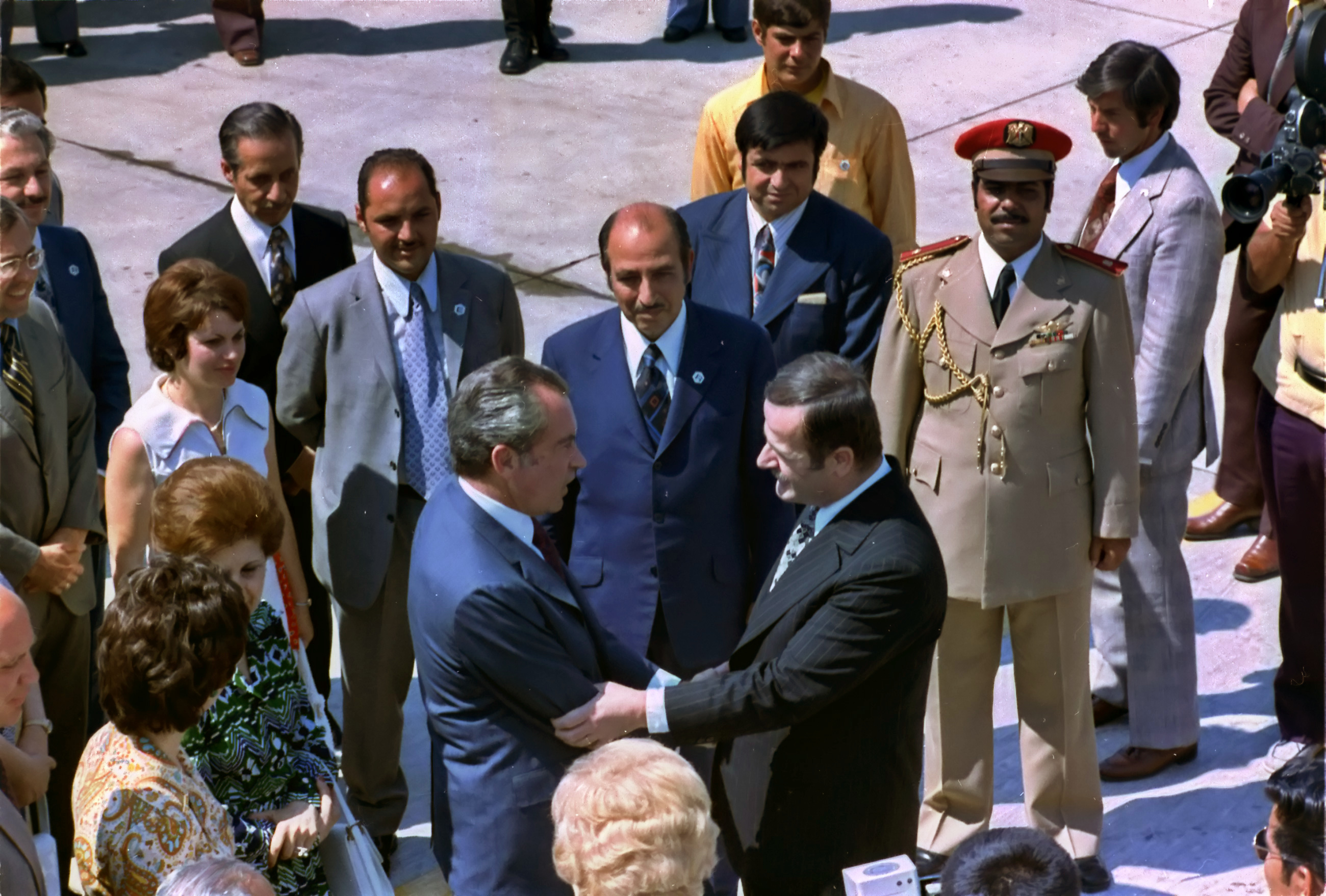
Hafez al-Assad, presidente sírio, recebendo o seu homólogo estadunidense, Richard Nixon, durante seu desembarque em Damasco em 1974

O governo de Al-Assad adotou políticas como a reforma agrária, investimentos em educação e o fortalecimento das Forças Armadas. Foi caracterizado politicamente pela estabilidade de um lado e pelo autoritarismo do outro. No início, houve um certo desenvolvimento econômico. A política externa síria nesses trinta anos teve como um de seus pontos principais a forte rejeição a Israel, atacado em 1973 pela Síria e Egito na Guerra do Yom Kippur, visando à recuperação dos territórios perdidos em 1967, e, apesar das vitórias iniciais dos árabes, os israelenses venceram novamente, e a presença de tropas sírias no Líbano, a partir da intervenção na Guerra Civil Libanesa iniciada em 1976. A Síria liderou o bloco árabe contrário as negociações de paz entre Israel e Egito que resultaram nos Acordos de Camp David e contrariou a União Soviética, seu maior aliado, ao apoiar o Irã na Guerra Irã-Iraque (1980–1988), o que se deve à forte rivalidade e disputa de influência entre o Baath sírio e iraquiano.
Em 1982, o grupo fundamentalista islâmico Irmandade Muçulmana iniciou uma revolta em Hama, reprimida pelas Forças Armadas, que cercou a cidade por meses. Os conflitos entre os radicais religiosos e militares resultaram em dezenas de milhares de civis mortos.
Os anos 1980 foram caracterizados por uma crise econômica, devido às dificuldades enfrentadas pela agricultura, inflação, corrupção e os fortes gastos militares no Líbano.
Com o fim da Guerra Civil Libanesa, em 1990, Damasco estabeleceu um governo aliado no Líbano e desarmou a maioria dos grupos paramilitares desse país, mas ainda manteve milhares de militares no vizinho. Naquele mesmo ano e no seguinte, o governo sírio apoiou a coalizão liderada pelos Estados Unidos contra o Iraque na Guerra do Golfo. Na década de 1990, ocorreram também algumas conversas com Israel para a recuperação das Colinas de Golã a Damasco, mas não foram frutíferas.
Em 2000, Hafez Al-Assad morreu e sucedeu-lhe o seu filho, Bashar al-Assad. Com a ascensão deste, houve esperança de uma abertura política, combate à corrupção e reformas, no movimento que ficou conhecido como Primavera de Damasco. Apesar de seus principais líderes terem sido detidos, o novo presidente adotou algumas reformas econômicas. Em 2005, o primeiro-ministro libanês Rafik Hariri, contrário à presença militar síria, foi assassinado e, após pressão internacional, Damasco retirou suas tropas do Líbano.

### Guerra civil (2011–2024)

A situação militar antes das ofensivas da oposição no final de 2024. Territórios mantidos pelos curdos (amarelo), o Estado Islâmico (cinza), o Exército Sírio de Assad (vermelho), o ENS e a Turquia (verde claro), Tahrir al-Sham (branco), o Exército do Comando Revolucionário e os Estados Unidos (azul-petróleo).

A contínua guerra civil síria foi inspirada pelas revoluções da Primavera Árabe. Tudo começou no início de 2011, como uma cadeia de protestos pacíficos contra o regime autoritário de Assad, seguida por uma forte repressão do exército sírio. Ao longo dos meses seguintes, grupos de civis participantes dos protestos se aliaram a militares desertores e formaram grupos armados, como o Exército Livre da Síria (ELS), que se juntaram a partidos políticos anti-Assad, formando o que ficou genericamente conhecida como oposição síria.

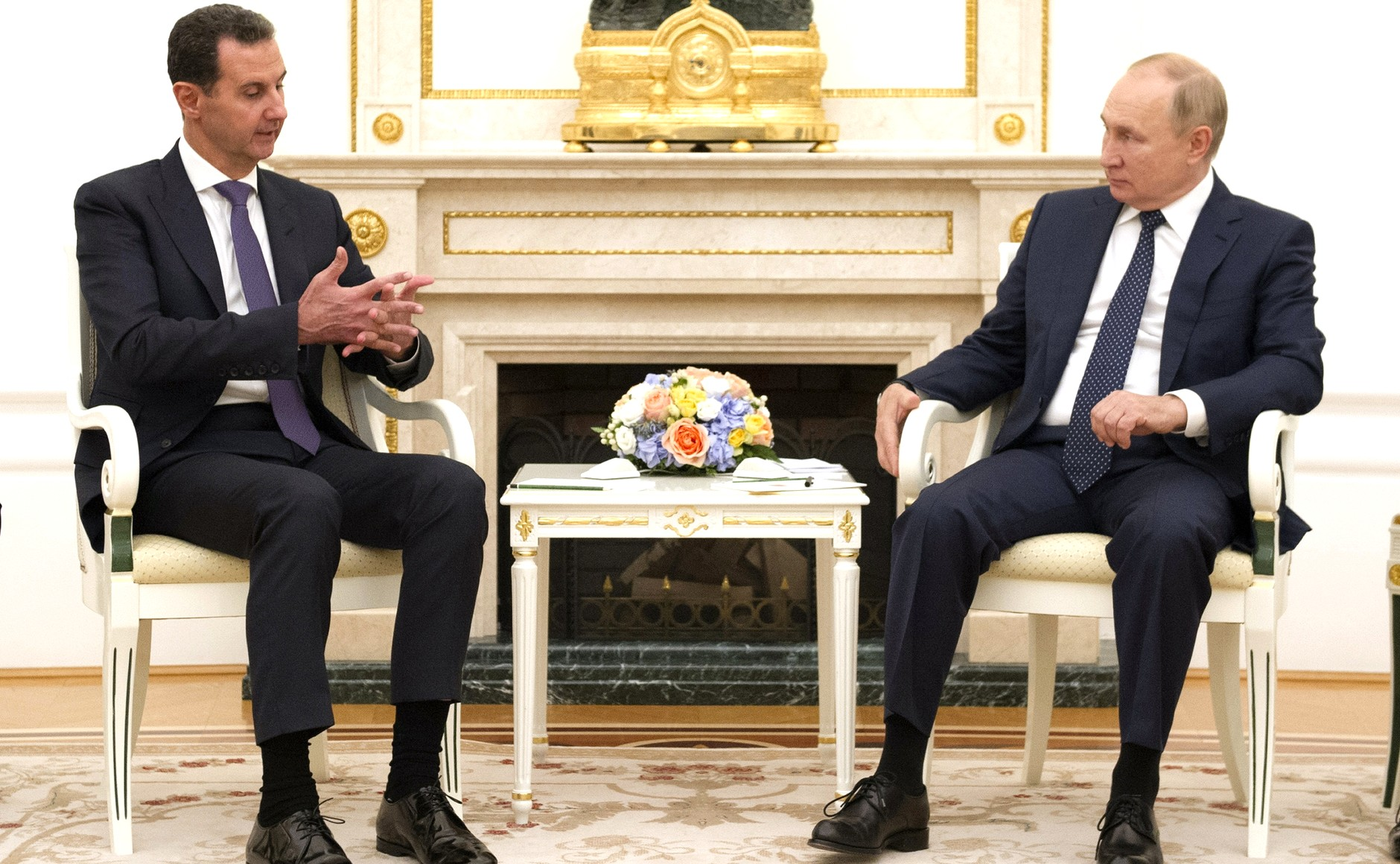
Bashar al-Assad com Vladimir Putin, o presidente da Rússia e seu maior apoiador. Assad governou a Síria de 2000 a 2024.

Logo nos primeiros meses de conflitos, os Estados Unidos e a União Europeia impuseram sanções ao governo sírio pela repressão aos manifestantes. Nos anos seguintes, foram propostas resoluções no Conselho de Segurança das Nações Unidas para uma intervenção militar na Síria para derrubar Assad, mas China e Rússia vetaram as propostas.
A partir de 2013, aproveitando-se do caos da guerra civil na Síria e no Iraque, um braço do grupo terrorista Al-Qaeda no Iraque se separou da organização original e deu origem ao grupo Estado Islâmico do Iraque e Levante (EI, ISIS, ISIL ou Daesh), que começou a ocupar territórios no leste sírio. Lutando inicialmente ao lado da oposição síria, as forças desta organização passaram a atacar qualquer uma das facções (sejam apoiadoras ou contrárias a Assad) envolvidas no conflito, buscando hegemonia total. Em junho de 2014, os integrantes deste grupo proclamaram um Califado na região, com seu líder, Abu Bakr al-Baghdadi, como o califa. Eles rapidamente iniciaram uma grande expansão militar, sobrepujando rivais, cometendo execuções e atrocidades contra aqueles que se opunham ao seu domínio e minorias e impondo a sharia (lei islâmica) nos territórios que controlavam. Então, diversos países, temendo que o fortalecimento do EI representasse uma ameaça a sua própria segurança e a estabilidade da região, iniciaram uma intervenção armada contra os extremistas.
Em 2015, o governo Assad se encontrava na situação mais complicada desde o início do conflito. Com isso, a Rússia, grande aliada de Damasco, interveio na guerra, lutando contra o Estado Islâmico, junto com outros países, e lançando ataques aéreos a grupos rebeldes anti-Assad. O governo sírio, junto com a ajuda militar russa e iraniana, foi recuperando muitos territórios.
A mobilização de todos os lados contra o Estado Islâmico deu certo e atualmente o grupo terrorista não controla mais territórios na Síria, embora ainda seja uma ameaça por atuar internacionalmente.

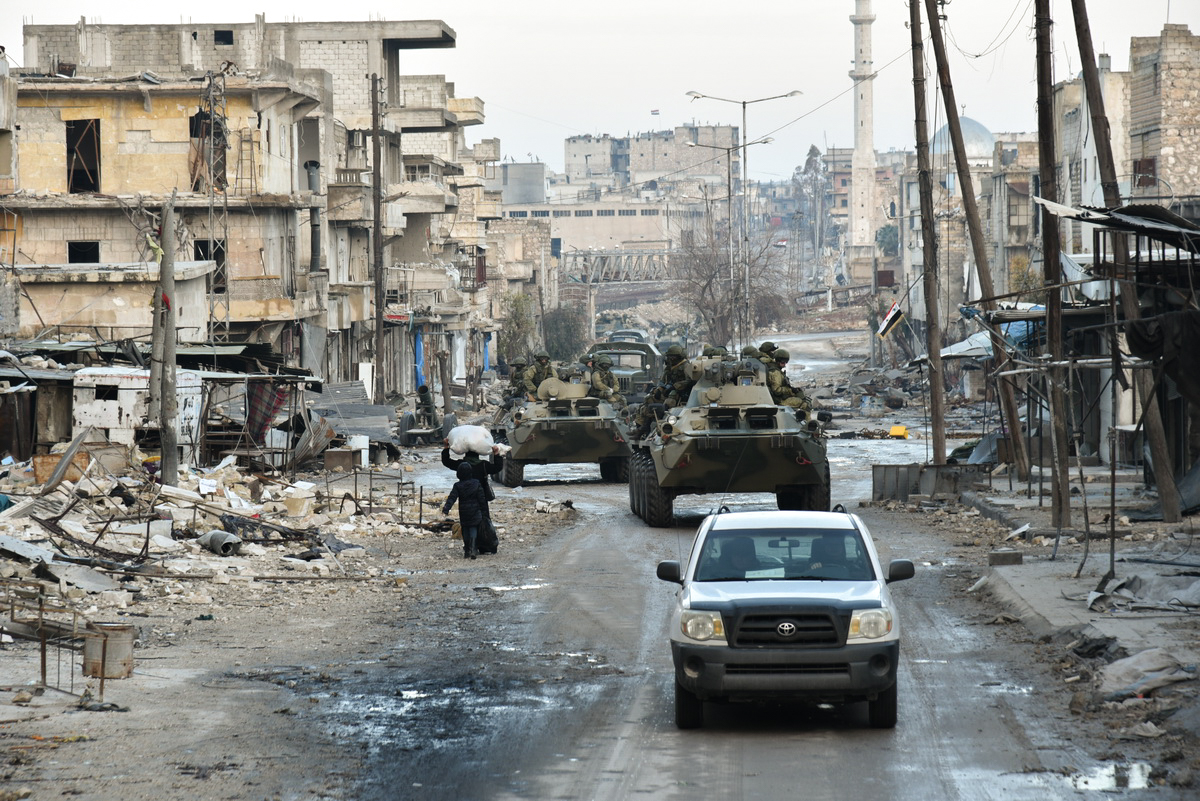
Ruínas de Alepo após a batalha na região em 2016

A mobilização da minoria curda do norte da Síria contra o Estado Islâmico permitiu o surgimento do autogoverno local Rojava, atacado militarmente pela Turquia, grande inimiga dos curdos, alegando que sua segurança nacional está ameaçada com o fortalecimento dessa etnia em território sírio. Com a retirada do apoio estadunidense aos curdos, em 2019, Ancara reforçou os ataques.
Em fevereiro de 2023, ocorreu um forte terremoto, com epicentro do sul da Turquia, mas que afetou também diversas regiões da Síria. A guerra civil e as sanções impostas ao governo de Al-Assad dificultaram que o país árabe recebesse ajuda humanitária.
A Guerra Civil Síria deixou o país em ruínas. A infraestrutura, como estradas, hospitais e escolas, foi destruída, afetando diretamente a economia e os indicadores sociais. Grande parte da população síria vive abaixo da linha da pobreza e 600 mil pessoas morreram.
Mais de treze milhões de sírios foram forçados a se deslocar, pouco mais da metade destes como deslocados internos e o restante deixando o país como refugiados, a maioria dos quais emigraram para a Turquia.

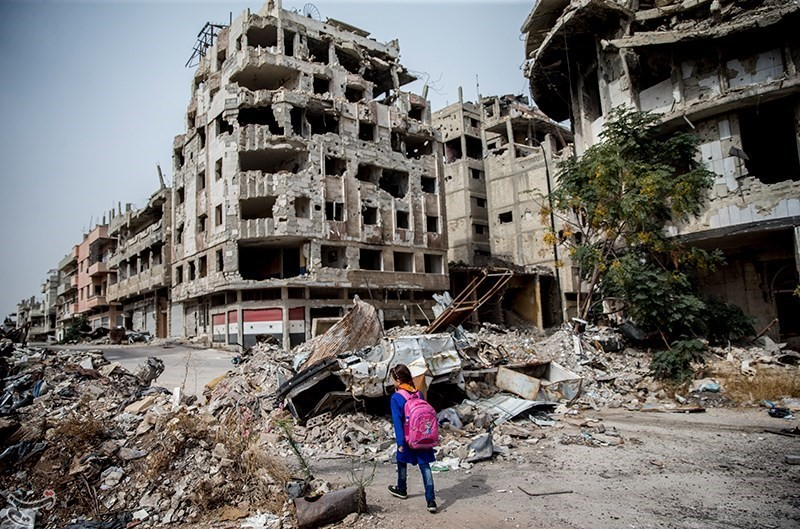
Ruínas de Homs durante a guerra civil.

Segundo a ONU e outras organizações internacionais, crimes de guerra e contra a humanidade vêm sendo perpetrados pelo país por ambos os lados de forma desenfreada. Na fase inicial da guerra, as forças leais ao governo foram os principais alvos das denúncias, sendo condenadas internacionalmente por incontáveis massacres de civis. Milícias leais ao presidente Assad e integrantes do exército sírio foram acusadas de perpetrarem vários assassinatos e cometerem inúmeros abusos contra a população. Contudo, durante o decorrer das hostilidades, as forças opositoras também passaram a ser acusadas, por organizações de direitos humanos, de crimes de guerra. Com a entrada do Estado Islâmico no conflito, o grupo terrorista cometeu diversas atrocidades.
A guerra se arrastou por treze anos até que, ao final de novembro de 2024, as forças da oposição síria lançaram várias ofensivas e em poucos dias assumiram o controle das grandes cidades do país. Em 8 de dezembro, os rebeldes tomaram a capital Damasco, derrubando o governo de Bashar al-Assad e encerrando o regime da família Assad que governava o país havia 53 anos.

### Síria pós-Ba'athista
Após a queda do regime Assad, o então primeiro-ministro Mohammad Ghazi al-Jalali, com apoio da oposição e do líder jihadista Ahmed Hussein al-Shar’a, anunciaram que seria formado um governo interino até que um governo de transição pudesse ser formado. Al-Jalali pediu novas eleições para que o povo sírio possa escolher seus novos líderes, embora o futuro do país parecesse incerto.

## Geografia

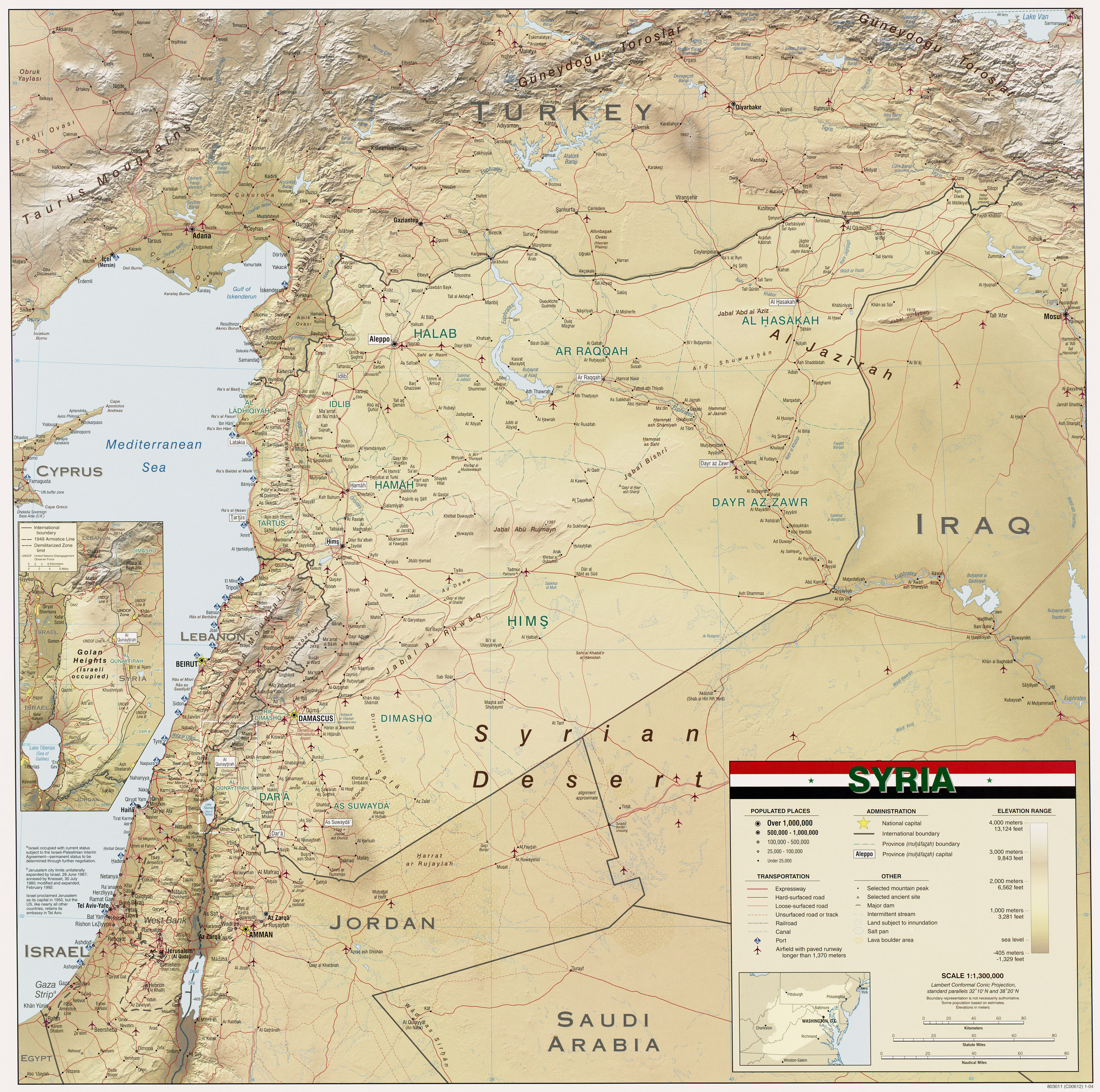
Mapa da Síria, feito pela CIA em 2004

A Síria tem uma área de cerca de 185 000 km2. A oeste, faz limites com Mar Mediterrâneo, Líbano e Israel; ao sul, com Jordânia; a leste, com Iraque e Turquia. 

### Relevo
A Síria possui um litoral relativamente pequeno, de 180 km de extensão, ao longo do Mar Mediterrâneo. A estreita planície costeira é marcada pela presença de dunas, promontórios rochosos e falésias baixas. Paralelamente à costa, está a cordilheira de Al-Ansariyyah, com uma altitude média de pouco mais de 1 200 m e largura média de 30 km, cujo barlavento é relativamente úmido e, portanto, de terras mais férteis e maior densidade demográfica.
No litoral sul, próximo à fronteira com o Líbano, aparece, entre as cordilheiras de Al-Ansariyyah e do Antilíbano, uma região plana, conhecida como Corredor de Homs, um dos principais pontos de ligação entre o litoral e o interior da Síria.
A cordilheira do Antilíbano marca grande parte da fronteira entre Síria e Líbano. A altitude média está entre 1 800 e 2 100 m acima do nível do mar. Nesse conjunto de montanhas, está o ponto mais alto da Síria, o Monte Hermon (2 814 m), na região da tríplice fronteira com o Líbano e Israel.
Regiões montanhosas de menores altitudes estão espalhadas pelo território sírio. No extremo sul, na fronteira com a Jordânia, está Jabal al-Druze. Na região central, em meio ao deserto, estão as montanhas Abu Rujmayn e Bishri.
O Deserto Sírio, com altitudes entre 300 e 500 m, domina a maioria do território. Há uma região de estepe encaixada entre o deserto de um lado e as montanhas do Antilíbano e Al-Ansariyyah do outro.
A nordeste do Rio Eufrates, está a fértil região de Jazirah, banhada pelos rios da bacia hidrográfica do Eufrates.
A maioria dos solos sírios são inférteis. Os solos das regiões de estepes e do litoral não são tão férteis.

### Hidrografia
O Rio Eufrates é o maior rio que passa pelo território sírio e o único navegável em seu território. As nascentes deste rio estão na Turquia e, em seu curso, já na Síria, em Al-Tabqa, província de Raqqa, está a Barragem de Tabqa, represando suas águas, formando o Lago Assad.
O Rio Orontes, que corta o oeste da Síria, é outro rio bastante importante para o país. Suas nascentes estão no Líbano e sua foz está no Mar Mediterrâneo, próximo a Antioquia, na Turquia. O Rio Jarmuque, ao sul, que drena a região de Jabal Al-Druze, delimita parte da fronteira entre Síria e Jordânia.

Climas da Síria segundo a classificação climática de Köppen-Geiger

Lagos dispersos são encontrados pelo território, muitos deles intermitentes. Além disso, a geologia da região favorece a presença de aquíferos.

### Clima
A região litorânea e montanhosa da Síria possui um clima mediterrâneo. As regiões montanhosas possuem um clima mais frio.
Quanto mais se afasta do litoral, o clima se torna cada vez mais seco e há um aumento na amplitude térmica ao longo do ano. Por isso que, no território sírio, há um predomínio dos climas árido e semiárido.

### Biodiversidade
As encostas das montanhas possuem espécies vegetais como os teixos e abetos, além de ser bastante comum encontrar a vegetação do tipo garrigue. As regiões montanhosas originalmente possuíam florestas, mas já foram bastante exploradas.
Nas regiões de estepe, a vegetação encontrada é de gramíneas.
Dentre as espécies animais que podem ser encontradas no território sírio, estão lobos, hienas, texugos, raposas, javalis, veados, ursos, esquilos, gazelas, águias, abutres e lagartos.

## Demografia

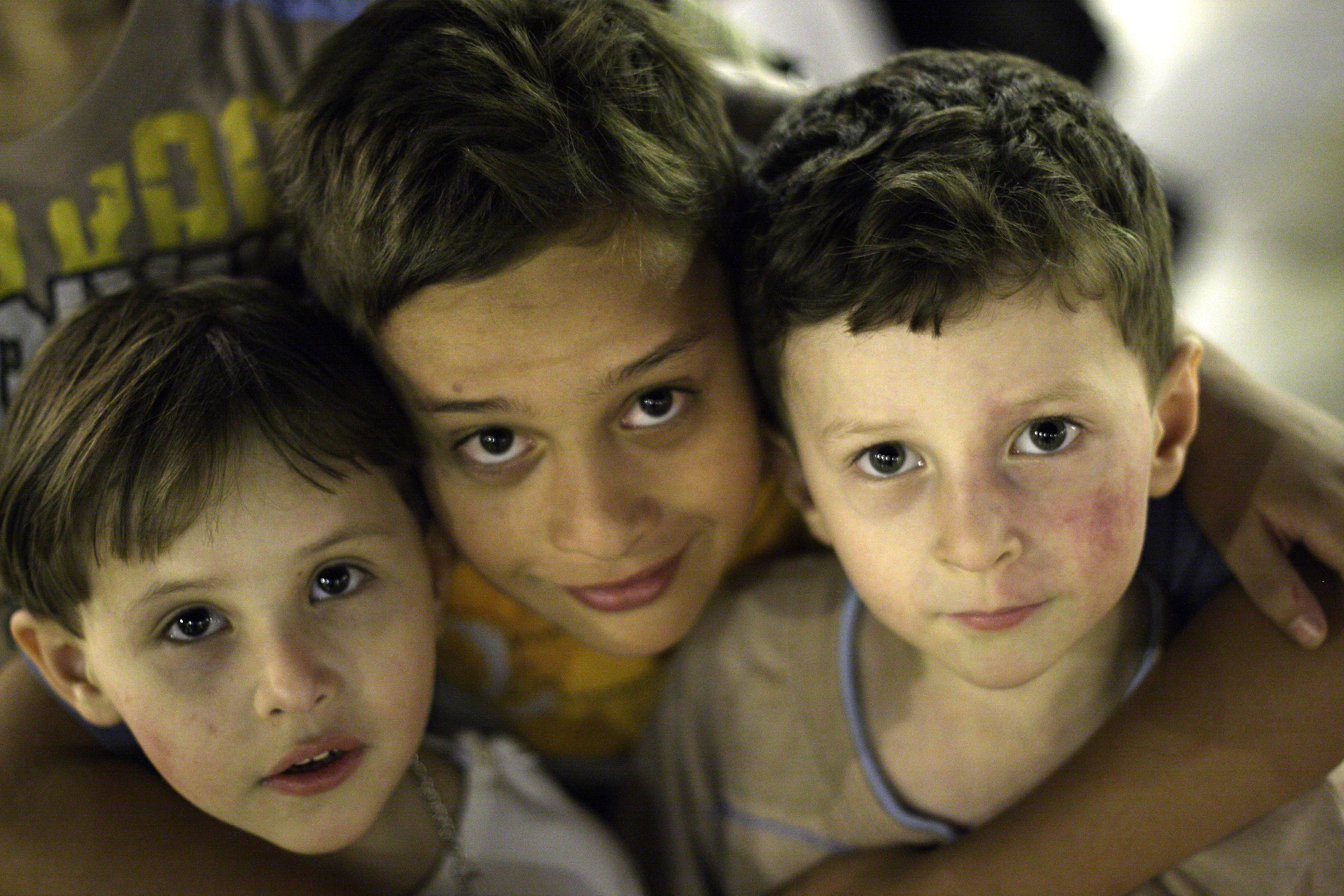
Crianças em Alepo

A Síria possui uma população de 25,2 milhões habitantes (estimativa de 2025), o que dá uma densidade demográfica de pouco mais de 118,3 habitantes por km2. A população síria está concentrada ao longo da planície litorânea, na região de estepes entre as montanhas e o deserto e na região de Jazirah e, portanto, está mal distribuída.
De acordo com a Pesquisa Mundial de Refugiados de 2008, publicada pelo Comitê dos Estados Unidos para Refugiados e Imigrantes, a Síria abrigava uma população de refugiados e requerentes de asilo que somava aproximadamente 1 852 300 pessoas. A grande maioria desta população era do Iraque (1,3 milhão), mas populações consideráveis da antiga Palestina (543 400) e da Somália (5 200) também vivem no país.
Cerca de 9,5 milhões de sírios, ou um-terço da população do país, saíram do território desde a eclosão da Guerra Civil Síria, desde março de 2011, o que a ONU classificou como "a maior emergência humanitária da nossa era"; 4 milhões de sírios estão fora do país como refugiados.

### Grupos étnicos
Os sírios são um povo levantino nativo, estreitamente relacionado com os seus vizinhos imediatos, como libaneses, palestinos, iraquianos, malteses, judeus e jordanianos. Os árabes sírios, juntamente com cerca de 600 mil árabes palestinos, representam cerca de 74% da população (se os cristãos siríacos são excluídos).
Antes da conquista árabe, que arabizou a região, a população síria era composta por povos semitas autóctones, como assírios, arameus e cananeus.

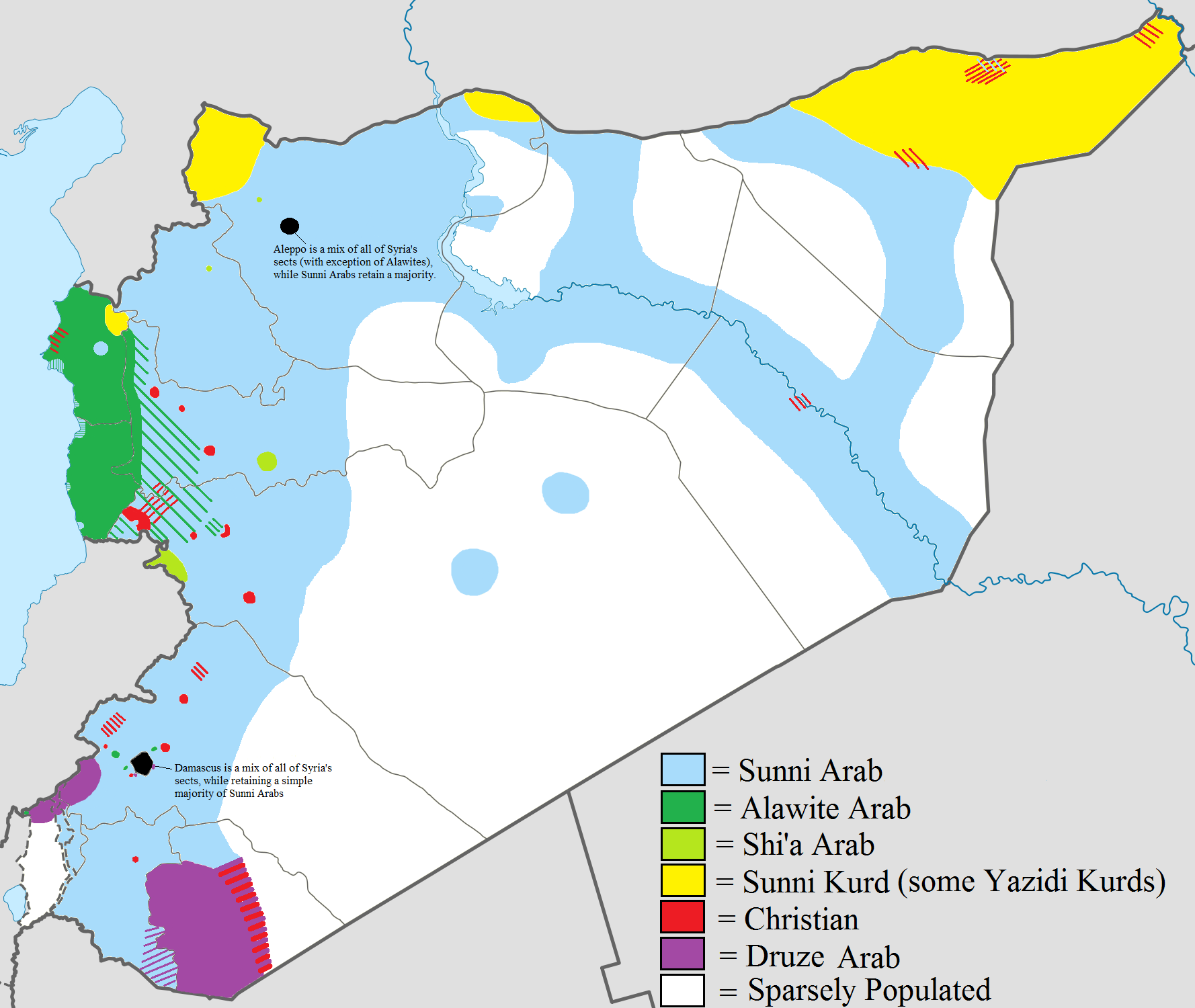
Mapa étnico-religioso da Síria

Os cristãos que falam a língua neoaramaica ocidental e assírios são estimados em cerca de 400 mil pessoas. Pessoas que falam neoaramaico ocidental vivem em todo o país, particularmente nos grandes centros urbanos, enquanto os assírios residem principalmente no norte e nordeste (Homs, Alepo, Qamishli e Hasakah). Muitos (particularmente o grupo assírio) ainda mantêm vários dialetos neoaramaicos como línguas faladas e escritas, enquanto os moradores de vilas como Maalula, Jubb'adin e Bakh'a ainda utilizam o aramaico ocidental.
O segundo maior grupo étnico na Síria são os curdos. Eles constituem cerca de 9% da população, ou cerca de 2 milhões de pessoas. A maioria dos curdos residem na região nordeste e a língua falada por essa etnia é o curdo, em sua maioria a variante curmânji. O país também é o lar de vários outros grupos étnicos, principalmente os turcomanos (cerca de 500 000–1 000 000), circassianos (cerca de 100 mil), gregos e armênios (aproximadamente 100 mil), sendo que a maioria chegou durante o período do Genocídio Armênio. A Síria detém a sétima maior população armênia no mundo. Eles estão principalmente reunidos em Alepo, Qamishli, Damasco e Kesab. A nação árabe também abriga uma população substancial de judeus, cujas comunidades estão concentradas em Damasco, Alepo e Qamishii. Devido a uma combinação de perseguição e de oportunidades em outros lugares, os judeus começaram a emigrar na segunda metade do século XIX para países como Reino Unido, Estados Unidos e Israel. Hoje, apenas alguns poucos judeus permanecem na Síria.
A maior concentração da diáspora síria fora do mundo árabe está no Brasil, que tem milhões de pessoas de ascendência árabe e de outros povos do Oriente Próximo. O Brasil foi o primeiro país da América a oferecer vistos humanitários aos refugiados sírios. A maioria dos argentinos árabes também tem origem libanesa ou síria.

### Religião

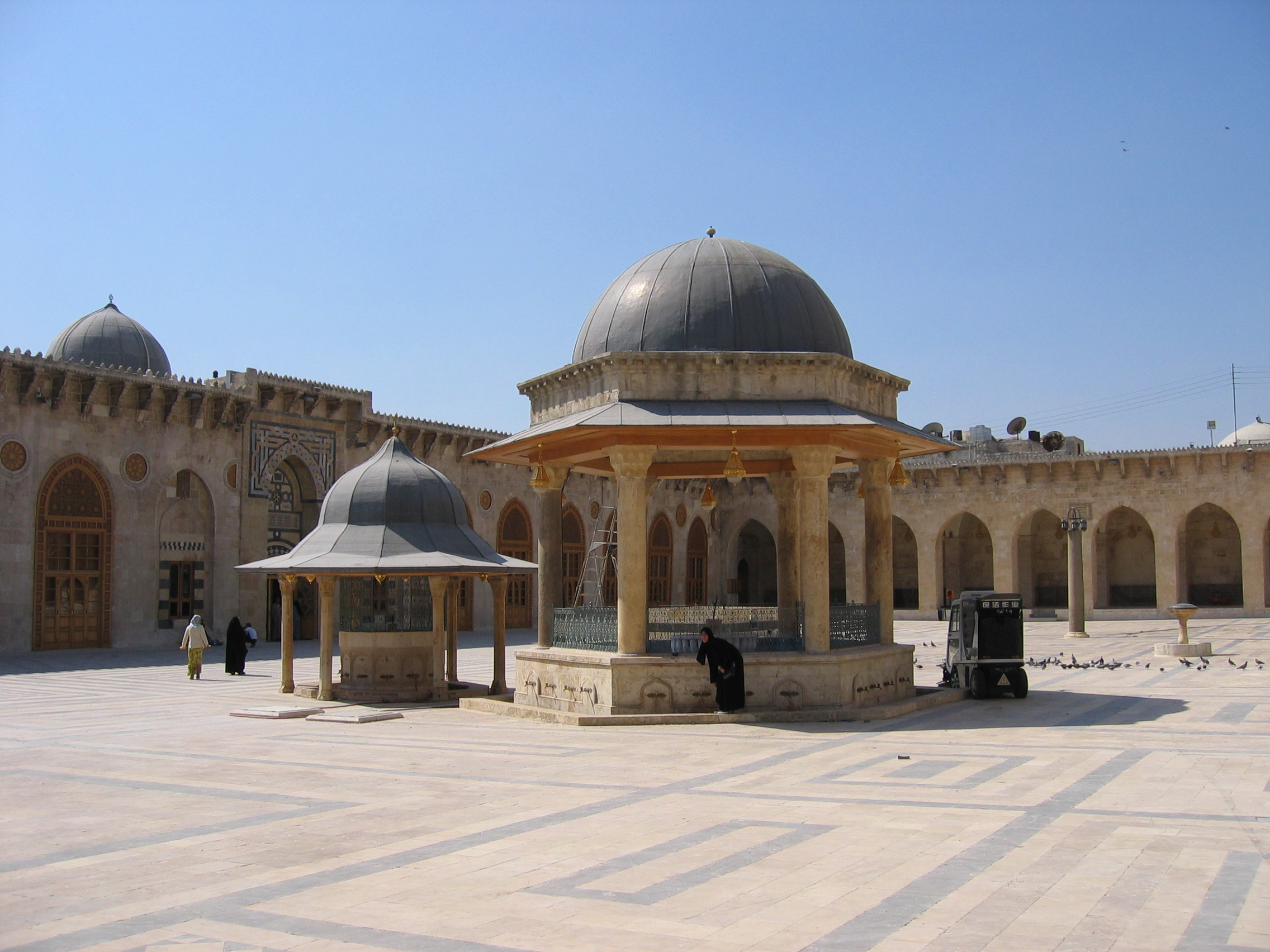
Grande Mesquita de Alepo

Os árabes sunitas representam 59–60% da população, a maioria dos curdos (9%) e turcomanos (3%) é também sunita, enquanto 13% são xiitas (alauítas, duodecimanos e ismaelitas combinados), 10% são cristãos e 3% drusos. A população drusa é estimada em cerca de 500 mil e vive principalmente em Jabal al-Druze.
A família do presidente Bashar al-Assad é alauíta, grupo que domina o governo e ocupa os principais cargos militares. Em maio de 2013, o Observatório Sírio de Direitos Humanos afirmou que ao menos 41 mil alauítas foram mortos durante a guerra civil.
Os cristãos (2,5 milhões de pessoas) estão divididos em várias denominações. A Igreja Ortodoxa Grega de Antioquia da Calcedônia compõem 35,7% da população cristã do país; os católicos romanos (seguidores da Igreja Greco-Católica Melquita, Igreja Católica Arménia, Igreja Católica Siríaca, Igreja Maronita, Igreja Católica Caldeia e da Igreja Católica de Rito Latino) compõem 26,2%; a Igreja Apostólica Armênia conta com 10,9%; a Igreja Ortodoxa Síria compõem 22,4%; a Igreja Assíria do Oriente e várias outras denominações cristãs menores representam o restante. Muitos dos sírios cristãos pertencem a uma classe socioeconômica alta dentro da sociedade local.

### Idiomas
O árabe é a língua oficial do país. Vários dialetos árabes modernos são utilizados na vida cotidiana, mais notavelmente o levantino, no oeste, e o mesopotâmico, no nordeste. A língua curda (na sua forma curmânji) é amplamente falado na região conhecida como Curdistão Sírio. O armênio e o turco são falados entre as minorias de armênios e turcomanos.
O aramaico era a língua franca da região antes do advento do árabe e ainda é falado entre os assírios. O siríaco clássico ainda é usado como língua litúrgica de várias denominações cristãs siríacas. Mais notavelmente, neoaramaico ocidental ainda é falado na aldeia de Maalula, bem como duas aldeias vizinhas, a 56 km a nordeste de Damasco. Muitos sírios com alta escolaridade também falam inglês e francês.

## Governo e política

### Período baathista

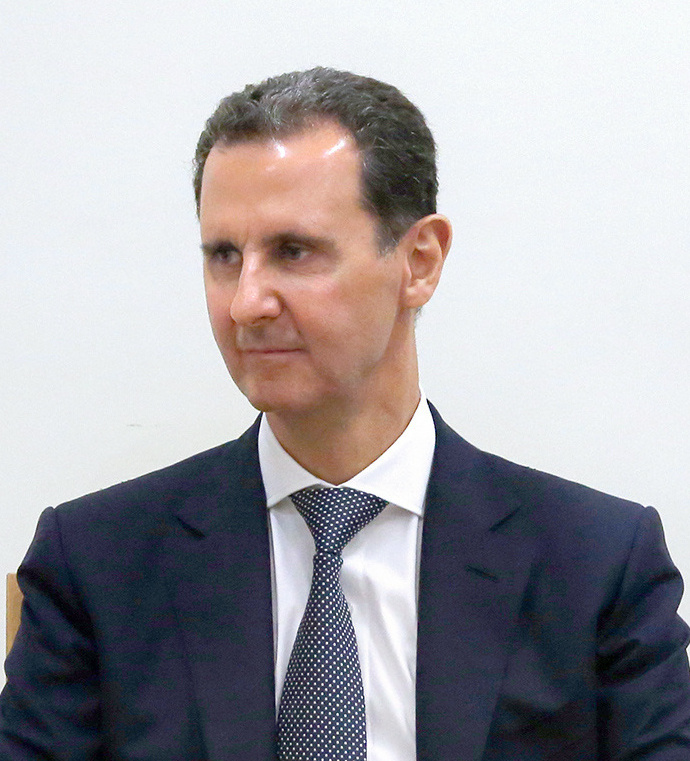
Bashar al-Assad foi o presidente da Síria de 2000 a 2024.

A Síria Baathista era formalmente uma república unitária. A constituição adotada em 2012 efetivamente transformou a Síria em uma república semipresidencial devido ao direito constitucional dos indivíduos que não fazem parte da Frente Progressista Nacional de serem eleitos. O presidente era o chefe de Estado e o primeiro-ministro servia nominalmente como chefe de Governo.
O poder legislativo era representado pelo Conselho dos Povos, o órgão responsável pela aprovação de leis, pelas dotações do governo e pelo debate político. No caso de uma moção de censura por uma maioria simples, o primeiro-ministro era obrigado a apresentar propostas de renúncia de seu governo ao presidente.
Por cinquenta e três anos, a Síria foi governada pela família Assad. Primeiro, por quase três décadas por Hafez al-Assad e depois por vinte e quatro anos pelo seu filho Bashar. O reinado da dinastia Assad foi caracterizado por nacionalismo, repressão da oposição, assassinatos e torturas, corrupção e fisiologismo. Hafez e seu filho Bashar concentravam poderes extraordinários em suas mãos, regendo um governo centralizado e totalitário.

### Síria pós-Guerra Civil

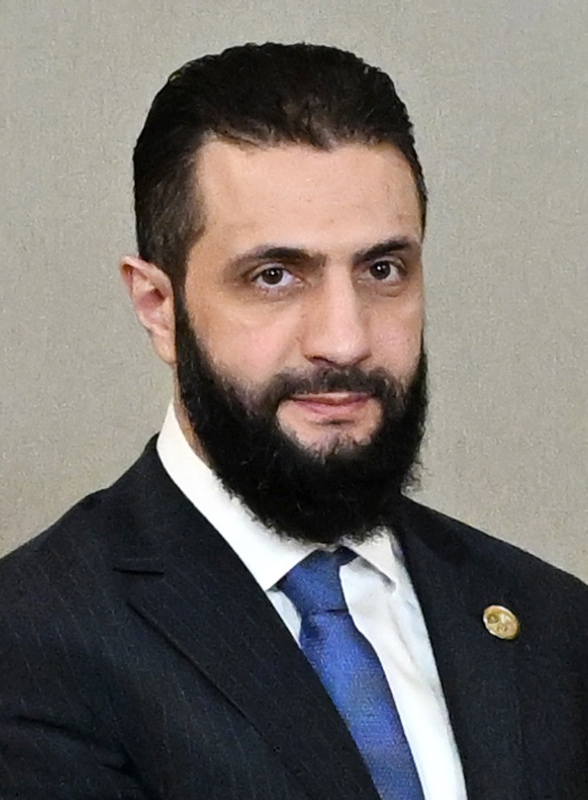
Ahmed al-Shara é o atual líder da Síria.

Como resultado da Guerra Civil Síria, vários governos alternativos foram formados, incluindo o Governo Provisório da Síria, o Partido de União Democrática e regiões legisladas pela sharia. Representantes do governo provisório sírio foram convidados a assumir o assento do país na Liga Árabe em 28 de março de 2013 e foram reconhecidos como os "únicos representantes do povo sírio" por vários países, incluindo Estados Unidos, Reino Unido e França.
A Síria está atualmente passando por uma transição política após a queda do regime de Assad em 8 de dezembro de 2024. Um governo de transição, liderado por Mohammed al-Bashir, foi formado para governar o país até 1 de março de 2025. A constituição e o parlamento sírios foram suspensos em 12 de dezembro de 2024 durante o período de transição. Em janeiro de 2025, o governo interino da Síria apontou Ahmed al-Shara como novo presidente do país enquanto uma nova constituição seria escrita.

### Direitos humanos
A situação dos direitos humanos na Síria tem sido uma preocupação significativa entre organizações independentes, como a Human Rights Watch, que em 2010 se referiu ao caso do país como "entre os piores do mundo". A Freedom House, financiada pelo Departamento de Estado dos Estados Unidos, classificou a Síria como "não livre" no seu inquérito mundial da liberdade.

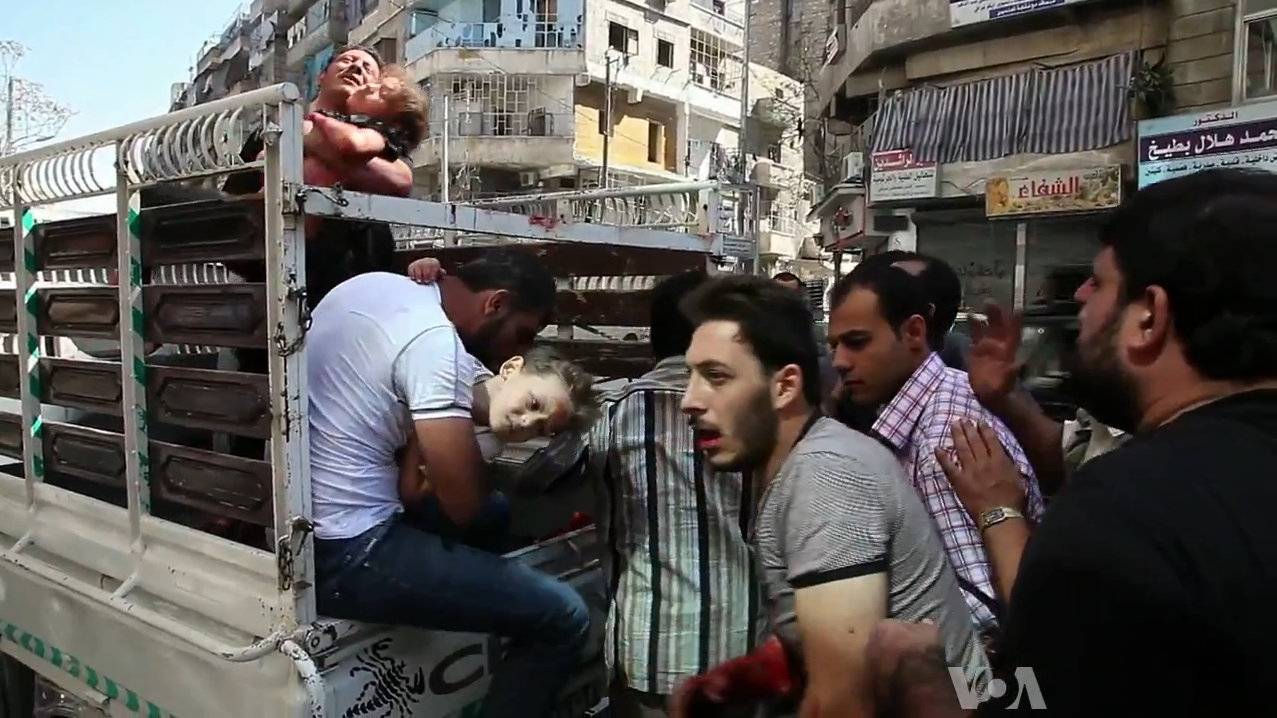
Civis feridos são levados para um hospital em Alepo

As autoridades do regime eram acusadas de prender ativistas pela democracia e os direitos humanos, além de censurar a internet, através da prisão de blogueiros. Detenções arbitrárias, torturas e desaparecimentos eram crimes generalizados pelo país. Embora a Constituição garanta a igualdade de gênero, algumas leis e o código penal acabavam por discriminar mulheres e meninas. Além disso, também concedia clemência para o chamado "crime de honra". Em 9 de novembro de 2011, durante o levante contra o presidente Bashar al-Assad, a Organização das Nações Unidas informou que, das mais de 3 500 mortes, cerca de 250 eram de crianças, algumas de apenas 2 anos de idade. Além disso, meninos tão jovens quanto 11 anos de idade têm sido estuprados coletivamente por oficiais dos serviços de segurança.
Em agosto de 2014, a então Alto Comissária das Nações Unidas para os Direitos Humanos Direitos, Navi Pillay, criticou a comunidade internacional por sua "paralisia" em lidar com a mais violenta guerra civil do país, que já matou mais de 200 mil pessoas em crimes de guerra, de acordo com Pillay, sendo cometidos com total impunidade por todos os lados do conflito. As minorias de alauítas e cristãos estão sendo cada vez mais atacadas por islâmicos e outros grupos que lutam na guerra civil síria.

### Forças armadas

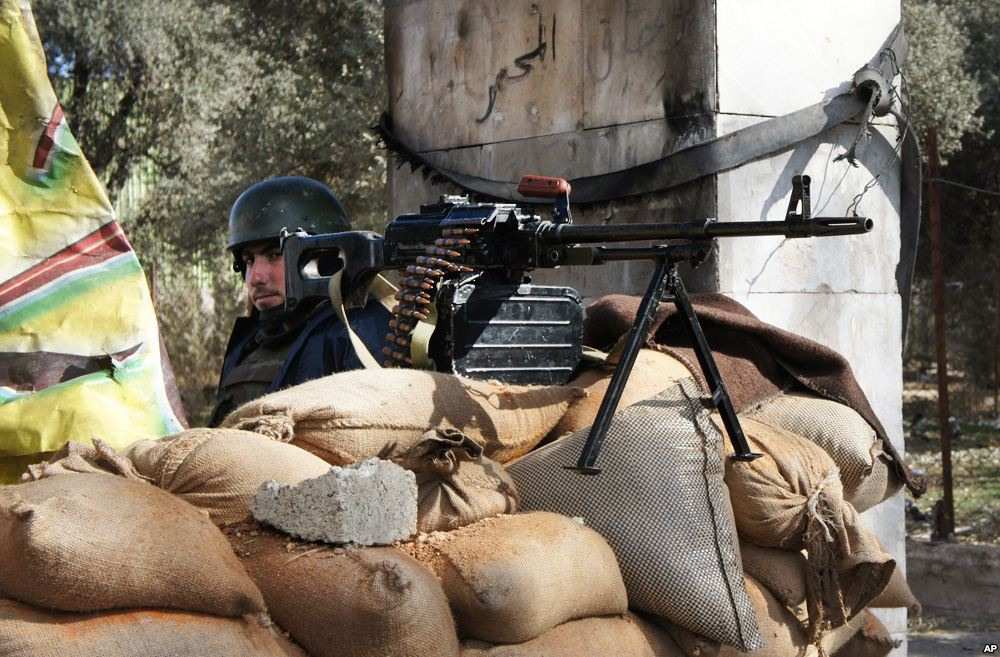
Soldado das Forças Armadas da Síria

Na era Assad, o Presidente da Síria era o comandante-em-chefe das forças armadas, que contava com mais de 250 000 soldados profissionais e mais milhares de milicianos em 2014. Sua força era formada por conscritos; o recrutamento era obrigatório para todos os homens quando completam 18 anos.
Grande parte dos equipamentos militares sírios tinha origem soviética (e posteriormente russa). Além de armas, material e dinheiro, os russos também ajudavam as forças sírias com treinamento e especialistas. Com o passar dos anos, o país também buscou laços militares com Irã e Coreia do Norte. Recentes crises econômicas diminuíram o fluxo financeiro para as forças armadas.
Durante a recente guerra civil (iniciada em 2011), o exército perdeu enormes quantidades de equipamento e muitos soldados morreram. Outros 40 000 militares teriam passado para o lado dos rebeldes e centenas de outros simplesmente desertaram. Durante o conflito, o governo russo enviou várias novas armas e materiais para as forças do regime de Assad.
Em 29 de janeiro de 2025, quase três meses após a queda do regime Assad, as forças armadas baathistas foram oficialmente dissolvidas.

## Subdivisões
A Síria está dividida em catorze províncias:
|                     | N.º         | Província   | Capital |
| ------------------- | ----------- | ----------- | ------- |
| Províncias da Síria |             |             |         |
| 1                   | Latakia     | Latakia     |         |
| 2                   | Idlib       | Idlib       |         |
| 3                   | Alepo       | Alepo       |         |
| 4                   | Al-Raqqah   | Al-Raqqah   |         |
| 5                   | Al-Hasakah  | Al Hasakah  |         |
| 6                   | Tartus      | Tartus      |         |
| 7                   | Hama        | Hama        |         |
| 8                   | Deir ez-Zor | Deir ez-Zor |         |
| 9                   | Homs        | Homs        |         |
| 10                  | Damasco     | –           |         |
| 11                  | Rif Dimashq | –           |         |
| 12                  | Quneitra    | Quneitra    |         |
| 13                  | Daraa       | Daraa       |         |
| 14                  | Al-Suwayda  | Al-Suwayda  |         |

## Economia

Principais produtos de exportação da Síria em 2019

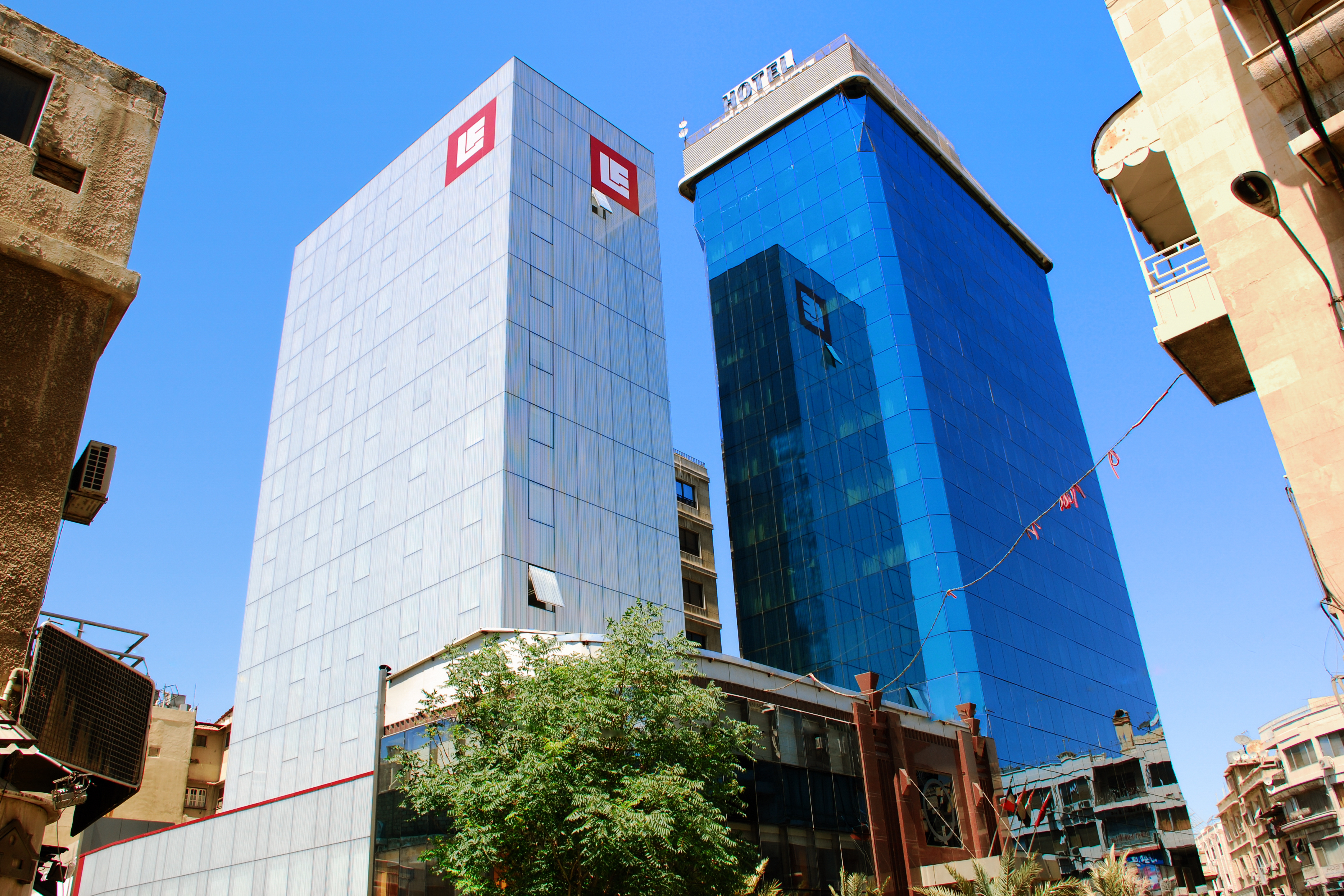
Edifícios comerciais em Damasco

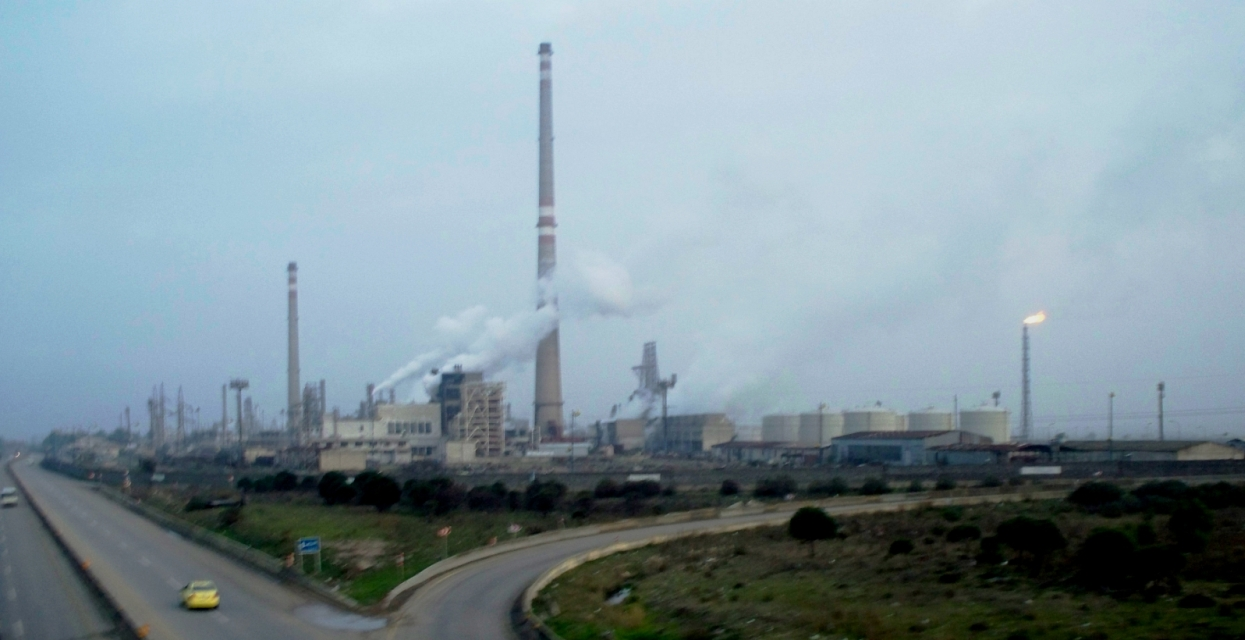
Refinaria em Homs

Em 2015, a economia síria dependia de fontes de receita inerentemente incertas, devido à drástica diminuição da arrecadação devido à guerra civil. O governo se mantinha graças a linhas de crédito oferecidas pelo governo iraniano. Estima-se que o Irã esteja gastando entre 6 bilhões e 20 bilhões de dólares estadunidenses por ano com a Síria durante a guerra civil. Desde o início do conflito, a economia síria contraiu-se em 60% e a libra síria perdeu 80% do seu valor, e o país tornou-se uma economia estatizada e de guerra. No início da guerra civil, o país era classificado pelo Banco Mundial como um país de renda "média-baixa".
Em 2010, a Síria mantinha-se dependente dos setores petrolífero e agrícola. O setor de petróleo responde por cerca de 40% das receitas de exportação. Expedições marítimas comprovaram que grandes reservas de petróleo existem no fundo do mar Mediterrâneo, entre a Síria e o Chipre. O setor agrícola contribui para cerca de 20% do produto interno bruto (PIB) e 20% do mercado de trabalho. No entanto, as reservas de petróleo deverão diminuir nos próximos anos e a Síria já se tornou um importador líquido deste recurso. O governo depende cada vez mais de crédito da Rússia e China, além do já mencionado Irã.
A economia é altamente regulada pelo governo, que aumentou os subsídios e apertou os controles de comércio para amenizar os efeitos das manifestações populares e proteger as reservas de moeda estrangeira. Entre os problemas econômicos de longo prazo, estão barreiras ao comércio exterior, o declínio da produção de petróleo, o elevado desemprego, o aumento dos défices orçamentais e da pressão sobre o abastecimento de água, causada pelo pesado uso hídrico na agricultura, o rápido crescimento populacional, a expansão industrial e a poluição da água. O Programa das Nações Unidas para o Desenvolvimento anunciou em 2005 que 30% da população síria vivia em situação de pobreza e 11,4% vivem abaixo da linha da miséria.
A participação do país nas exportações mundiais erodiu gradualmente desde 2001. O crescimento real do PIB per capita foi de apenas 2,5% ao ano no período entre 2000 e 2008. O desemprego é elevado, acima de 10%. A taxa de pobreza aumentou de 11% em 2004 para 12,3% em 2007. Entre os principais produtos de exportação da Síria, estão petróleo bruto e refinado, algodão cru, têxteis, frutas e grãos. A maior parte das importações sírias são matérias-primas essenciais para a indústria, veículos, equipamentos agrícolas e máquinas pesadas (dados de 2007). O lucro das exportações de petróleo, bem como as remessas de trabalhadores sírios que vivem no exterior, são as fontes mais importantes do governo.
A instabilidade política representa uma ameaça significativa para o desenvolvimento econômico futuro. O investimento estrangeiro é limitado por violência, restrições do governo, sanções econômicas e isolamento internacional. A economia local também continua a ser prejudicada pela burocracia estatal, pela queda na produção de petróleo, pelo aumento dos défices orçamentais e pela inflação.
As sanções económicas contra a Síria têm sido impostas desde 2011 pela União Europeia, os Estados Unidos, a Liga Árabe e vários países. Estas incluem um embargo petrolífero, o congelamento dos activos financeiros do Estado e dos números governamentais, e medidas sobre o preço dos alimentos e dos produtos médicos, que têm, portanto, um amplo impacto sobre a população síria.
As sanções estão a ter um impacto na população síria, particularmente no preço dos alimentos básicos e dos produtos médicos. A combinação das medidas dos EUA e da UE, incluindo a proibição das exportações dos EUA, o embargo petrolífero e as sanções financeiras, está a conduzir a um embargo virtual ao país devido às sanções que podem ser impostas às entidades que comercializam ou prestam ajuda humanitária ao país e às complexidades jurídicas envolvidas. O impacto das sanções afecta indirectamente a população síria. O impacto das sanções afecta indirectamente o sector médico.

## Infraestrutura

### Educação

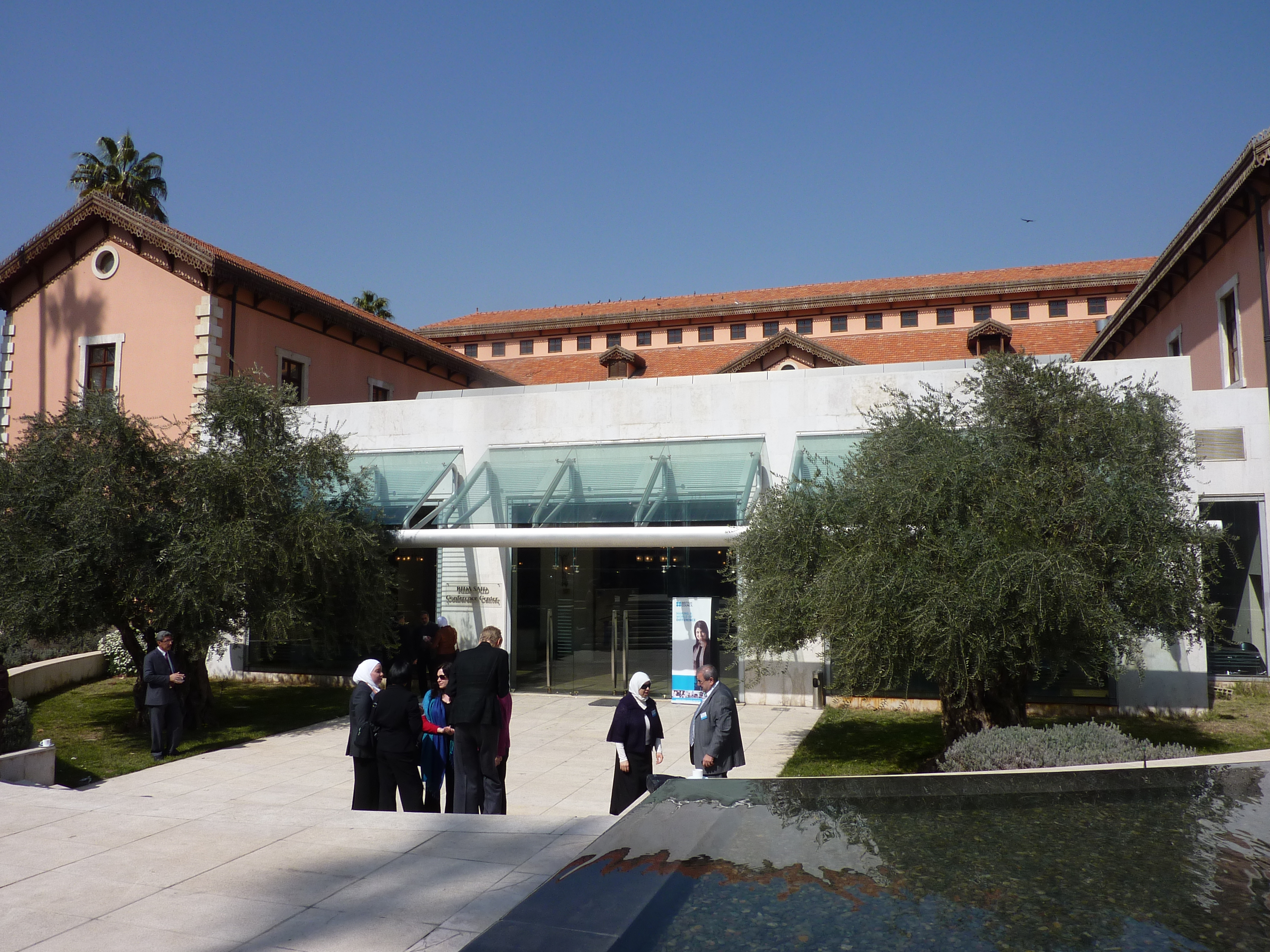
Universidade de Damasco

A educação é gratuita e obrigatória a partir dos 6 e 12 anos de idade. O sistema de ensino é composto por 6 anos de escolaridade primária, seguido por um período de treinamento geral ou vocacional de 3 anos e um programa acadêmico ou profissional de 3 anos. É necessário o segundo período de formação acadêmica de 3 anos para admissão na universidade. O total de matrículas em escolas pós-secundário é superior a 150 mil. A taxa de alfabetização de sírios com quinze anos ou mais é de 90,7% para o sexo masculino e de 82,2% para o sexo feminino. Desde 1967, todas as escolas, faculdades e universidades têm estado sob estreita supervisão do governo do Partido Baath.
Há seis universidades públicas e 15 universidades privadas no país. As duas principais universidades públicas são a Universidade de Damasco (180 mil alunos) e a Universidade de Alepo. Há também muitos institutos superiores na Síria, como o Instituto Superior de Administração de Empresas, que oferece programas de graduação e pós-graduação em negócios.
De acordo com o Webometrics Ranking of World Universities, as universidades mais conceituadas do país são as de Damasco (3 540.ª posição), de Alepo (7 176.ª) e de Tishreen (7 968.ª).

### Saúde

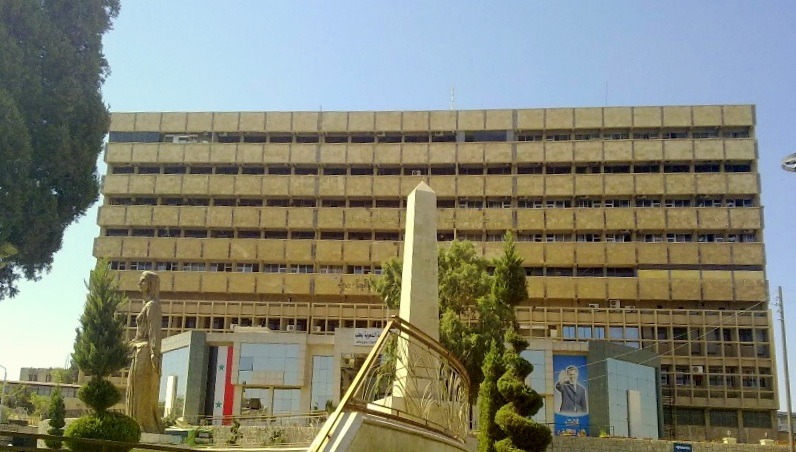
Centro cirúrgico cardiovascular da Universidade de Alepo

Em 2010, os gastos com saúde representaram 3,4% do Produto Interno Bruto (PIB) do país. Em 2008, havia 14,9 médicos e 18,5 enfermeiros por 10 000 habitantes. A expectativa de vida ao nascer era de 75,7 anos em 2010, ou 74,2 anos para homens e 77,3 anos para mulheres.
Em 2017, a taxa de prevalência de obesidade em adultos foi de 27,8 e em 2009 10% das crianças menores de 5 anos eram obesas. Em 2016, a Síria ficou em 35º lugar na lista de países por índice de massa corporal, de acordo com os dados da Organização Mundial da Saúde sobre Prevalência de Obesidade, publicados em 2017.
Cerca de 95,7% da população tinha acesso ao saneamento básico e 90,1% da população tinha acesso à água potável em 2015. A poluição da água vem representando uma ameaça à disponibilidade de água potável e saneamento, sendo que na região costeira, os poços utilizados estão contaminados com altas concentrações de nitratos e amônia por causa da descarga de esgoto e uso de fertilizantes, além da intrusão de água do mar nos aquíferos de água doce subterrânea.
Em 2010, 20% das mulheres e 60% dos homens eram fumantes e 98% da população geral é afetada pelo tabagismo passivo. O narguile (também conhecido como cachimbo de água) e cigarros são as duas principais formas de consumo de tabaco. Apesar da prevalência do tabagismo na sociedade síria, ainda há um sentimento de vergonha associado ao tabagismo, principalmente no que diz respeito ao odor resultante que produz. Essa falta de aceitação social do tabagismo é relativamente contemporânea e pode ser vista como uma progressão positiva na sociedade síria.

### Transportes

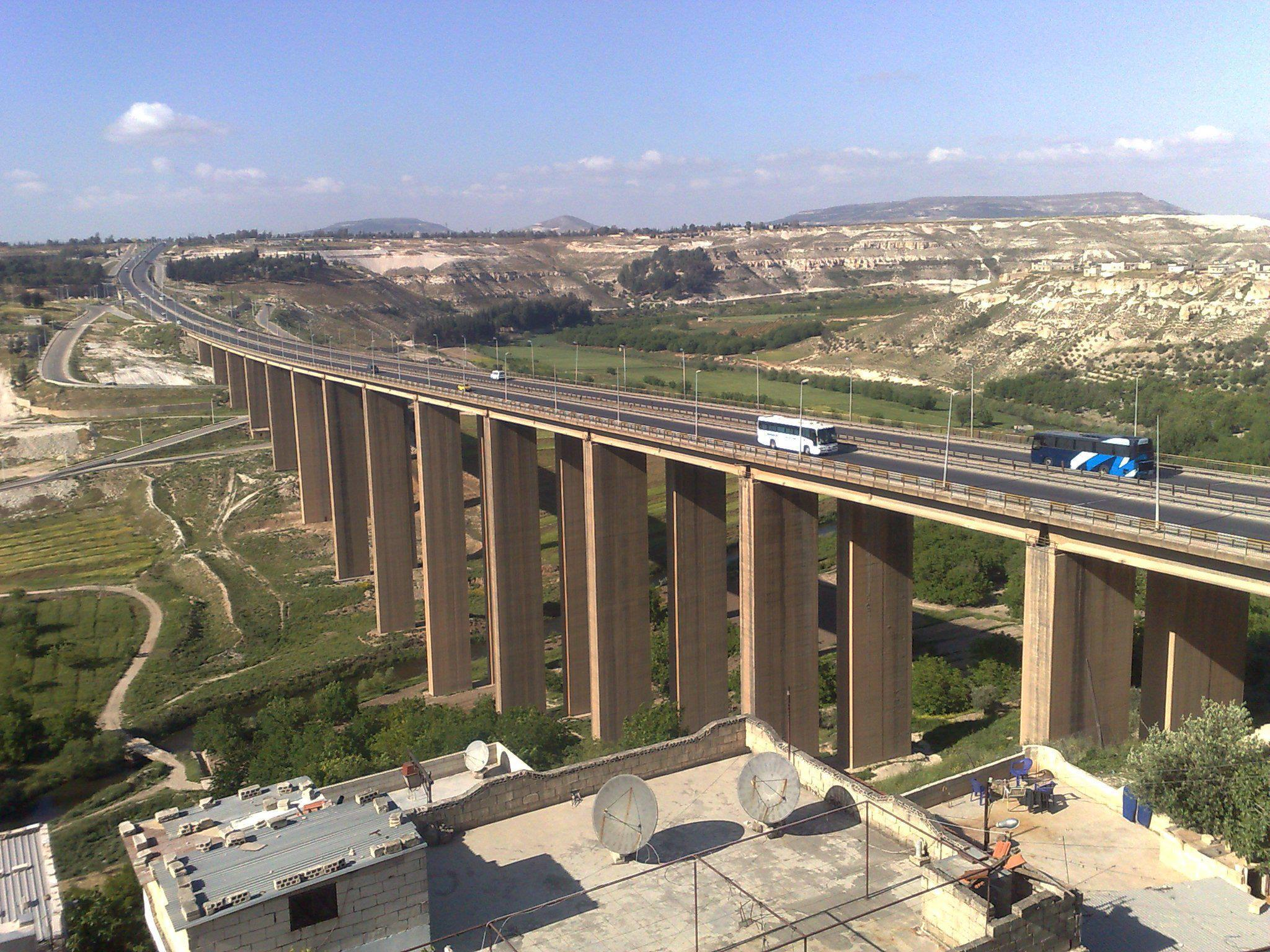
Autoestrada M5, perto de Arrastã

A Síria tem quatro aeroportos internacionais (Damasco, Alepo, Latakia e Al-Qamishli), que servem como hubs para a Syrian Arab Airlines e também são servidos por uma variedade de companhias estrangeiras.
A maioria das mercadorias é transportada pela Chemins de Fer Syriens (a companhia ferroviária síria), que vincula-se com a Turkish State Railways (a homóloga turca). Para um país relativamente subdesenvolvido, a infraestrutura ferroviária está bem conservada, com muitos serviços expressos e trens modernos.
A rede rodoviária da Síria se estende por 69 873 km, sendo que 1 103 km são de vias expressas. O país também tem 900 km de vias navegáveis, mas economicamente pouco significativas.

## Cultura

### Artes populares

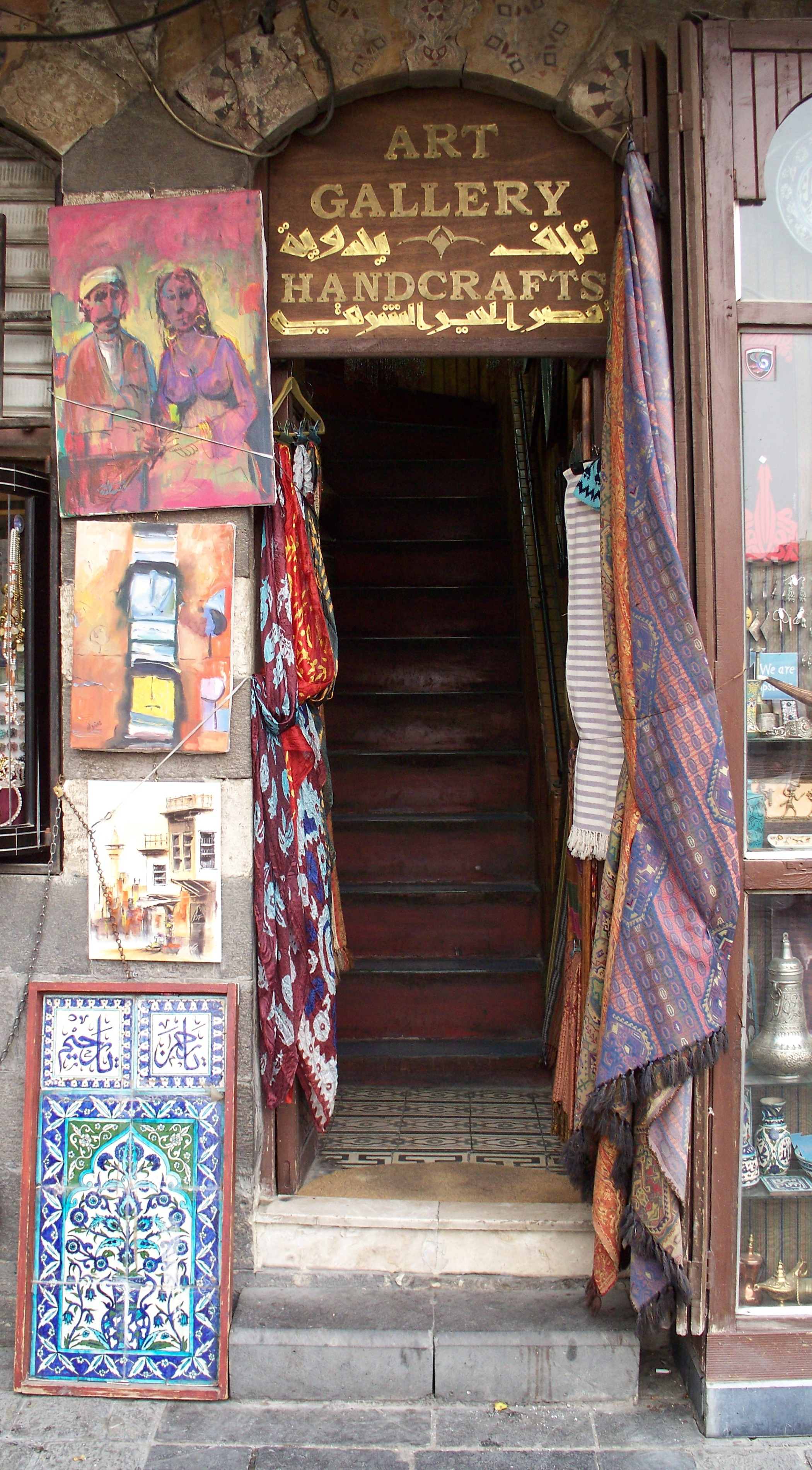
Galeria de arte em Damasco

A Síria conserva atividades artesanais tradicionais, como o trabalho em metal, tafetá e trabalhos em seda. Ainda se pode encontrar em Damasco, Hama e tecedores de seda trabalhando em seus teares de madeira, como faziam seus ancestrais em Ebla tempos atrás. Sopradores de vidro em fornos de cerâmica recordam a seus antepassados que inventaram como colorir o vidro há 3 mil anos. Os artistas ainda desenham heróis épicos quase idênticos aos gravados nas pedras por seus antepassados em 3 000 a.C.[carece de fontes?]

### Arquitetura
No terreno arqueológico Síria conta com uma importante história. Entre 661 e 750, Damasco viveu uma idade de ouro com a Dinastia dos Omíadas que determinou a aparição de um grandioso estilo arquitetônico composto, que combinava influências antigas e bizantinas com tradições sírias e mesopotâmicas.[carece de fontes?]
A arquitetura civil atingiu um refinamento inigualado quando os turcos estenderam sua hegemonia sobre Síria no século XVI. A decoração predomina na arte da corte otomana, que mistura delicados motivos vegetais com caligrafias sutis.[carece de fontes?]

### Festivais
Durante todo ano se celebram na Síria acontecimentos culturais interessantes. Exposições, leituras e seminários são propostos nas Universidades, museus e centros culturais. A pintura e escultura dos artistas locais são expostas em galerias privadas em todo país. Entre os artistas de renome figura o pintor Fateh Mudarress, Turki Mahmud Beyk, Naim Ismail, Maysoun al-Jazairi, Mahmud Hammad y Abd al-Qader Arnaout entre outros.[carece de fontes?]
A repressão política manteve a produção literária quase morta. Com exceção do autodidata Zakariya Tamir, que viveu em exílio em Londres desde 1978. Sua obra gira em torno da vida diária na cidade, marcada pela frustração e desespero nascidos da opressão social.[carece de fontes?]
Um grande número de festivais musicais ocorre regularmente na Síria. Destaca-se o Festival de Música de Câmara de Palmira. A televisão conta com dois canais, um em árabe e outro inglês e francês. Além de jornais em árabe, existem jornais locais em inglês.[carece de fontes?]

### Esportes
A Síria participa das Olimpíadas regularmente desde 1968 e, antes disso, uma vez em 1948. O país ganhou medalhas olímpicas em três esportes diferentes. Seu primeiro medalhista foi Joseph Atiyeh, um lutador de estilo livre que ganhou a prata nos Jogos Olímpicos de 1984. O primeiro vencedor olímpico do país foi o atleta Ghada Shu’a, que venceu sete jogos nas Olimpíadas de Atlanta em 1996 disputando no atletismo. O terceiro medalhista olímpico do país é o boxeador Naser Al Shami, que alcançou o bronze nos Jogos Olímpicos de 2004 em Atenas.
A seleção síria de futebol nunca se classificou à final da Copa do Mundo de Futebol. A Síria participou da Copa da Ásia quatro vezes (1980, 1984, 1988 e 1996). No ranking mundial da FIFA, a seleção masculina de futebol foi classificada como a 80ª melhor seleção no mundo, enquanto a seleção feminina de futebol não recebeu posição pela entidade.